# Psicosis (película)
Psicosis (en inglés: Psycho) es una película estadounidense de suspenso y terror de 1960, producida y dirigida por Alfred Hitchcock. El guion, escrito por Joseph Stefano, se basa en la novela homónima de Robert Bloch publicada en 1959. La película está protagonizada por Anthony Perkins, Janet Leigh, Vera Miles, John Gavin y Martin Balsam. La trama se centra en el encuentro entre la malversadora fugitiva Marion Crane (Leigh) y Norman Bates (Perkins), el tímido propietario de un solitario motel. Posteriormente, un investigador privado (Balsam), el amante de Marion, Sam Loomis (Gavin), y su hermana Lila (Miles) investigan su desaparición.
Psicosis fue considerada un cambio con respecto a la anterior película de Hitchcock, North by Northwest (1959), ya que fue filmada con un presupuesto reducido y en blanco y negro por el equipo de su serie de televisión Alfred Hitchcock presenta. Inicialmente, la película dividió a la crítica debido a su temática controvertida, pero el interés del público y su excelente recaudación en taquilla dieron lugar a una importante revaluación crítica. Psicosis fue nominada a cuatro premios Óscar, incluyendo mejor director para Hitchcock y mejor actriz de reparto para Leigh.
Psicosis está considerada como una de las mejores películas de Hitchcock y posiblemente su obra más famosa e influyente. Críticos y académicos internacionales la han aclamado como una obra maestra del cine, elogiando su impecable dirección, su tensa atmósfera, su impactante uso de la cámara, su memorable banda sonora y sus icónicas actuaciones. Se la considera «la película más analizada en la dilatada carrera del director más estudiado de la historia del cine estadounidense» y a menudo se la clasifica entre las mejores películas de todos los tiempos. La película estableció un nuevo nivel de aceptabilidad de la violencia, los comportamientos pervertidos y la sexualidad en las películas, y se la considera uno de los primeros ejemplos del género slasher. Tras la muerte de Hitchcock en 1980, Universal Pictures empezó a producir continuaciones: tres secuelas protagonizadas de nuevo por Perkins, una nueva versión en color, una película para televisión y una serie de televisión. En 1992, la Biblioteca del Congreso de Estados Unidos declaró la película como «cultural, histórica o estéticamente significativa» y la seleccionó para su preservación en el National Film Registry.

## Argumento
Un viernes por la tarde, en la habitación de un hotel de Phoenix, Marion Crane y su novio Sam Loomis reflexionan sobre el hecho de que no pueden casarse debido a las deudas que Sam ha heredado de su padre y a la pensión que debe pagar a su exmujer, y lamentan que su relación se vea reducida a encuentros fugaces en hoteles. Después del almuerzo, Marion regresa a la oficina inmobiliaria en la que trabaja como secretaria, donde un cliente, Tom Cassidy, deposita 40 000 dólares en efectivo como pago de una propiedad. El jefe de Marion, el señor Lowery, le encarga que ingrese el dinero en el banco. Ella promete hacerlo y pide el resto de la tarde libre debido a un dolor de cabeza. Sin embargo, en lugar de llevar el dinero al banco, Marion decide robarlo y llevárselo a Sam a Fairvale (California), para que pueda saldar sus deudas. Cuando se dispone a salir de la ciudad en coche, su jefe la ve en un cruce mientras está detenida en un semáforo, lo que la pone nerviosa. Conduce hasta la noche y aparca su vehículo a un lado de la carretera para dormir.
A la mañana siguiente, un policía se detiene a inspeccionar el automóvil de Marion y la despierta. Su actitud asustada y nerviosa hace sospechar al policía, que comprueba su permiso de conducir y le permite continuar, pero la sigue durante un tiempo, lo que aumenta el nerviosismo de Marion. Tratando de borrar su pista, Marion decide cambiar de coche. En la siguiente ciudad, se detiene en un concesionario y cambia su coche con matrícula de Arizona por otro con matrícula de California, pagando además 700 dólares del dinero que robó. La actitud de Marion resulta sospechosa para el vendedor, porque no regatea y le mete prisa por cerrar el trato. Nerviosa porque el policía ha presenciado la escena, Marion se aleja rápidamente del lugar y sigue hacia Fairvale.
Al llegar la noche, estalla una fuerte tormenta. Marion no puede ver claramente la carretera debido a la intensa lluvia y acaba llegando al Motel Bates, donde decide hospedarse para pasar la noche. Norman Bates, el joven propietario del establecimiento, le dice que el motel apenas tiene clientes, ya que la nueva autopista interestatal ha dejado al margen la carretera local, y Marion se da cuenta de que probablemente tomó un desvío equivocado debido a la tormenta. Todavía nerviosa por la policía, Marion se registra con el nombre falso de «Marie Samuels», y Norman le da la habitación Nº 1, que está junto a la recepción.
Norman le ofrece compartir su cena con ella para que no tenga que salir de nuevo bajo la lluvia. Marion acepta, pero más tarde escucha una discusión entre Norman y su madre procedente de su casa, situada en lo alto de una colina detrás del motel. La señora Bates no parece tener una buena opinión de la joven y bella inquilina, y no quiere que Norman la deje entrar en la casa, por lo que él le lleva leche y bocadillos a la oficina del motel. Allí, Marion se sorprende al ver unas aves disecadas, producto de la afición de Norman a la taxidermia. Mientras Marion cena, Norman le habla de su solitaria vida junto a su madre, que está enferma y no le permite vivir de forma independiente.
La historia de Norman inspira a Marion para regresar a Phoenix al día siguiente y devolver el dinero. Antes de acostarse, decide darse una ducha, y mientras se está duchando, una misteriosa figura que parece ser una anciana entra en el baño y asesina brutalmente a Marion apuñalándola repetidas veces con un cuchillo de cocina. Norman descubre el asesinato y cree que su madre es la responsable. Limpia la escena del crimen y mete el cadáver de Marion, envuelto en la cortina de la ducha, en el maletero de su coche junto con todas sus pertenencias, incluyendo sin saberlo el dinero robado, que está envuelto en un periódico. Finalmente, hunde el coche en un pantano cercano al motel.
Una semana más tarde, la hermana de Marion, Lila, llega a la ferretería de Sam en Fairvale y le pregunta si sabe algo de Marion. Un detective privado llamado Arbogast llega también a la tienda y dice que ha sido contratado para encontrar a Marion y recuperar los 40 000 dólares que robó. Arbogast está convencido de que Marion se encuentra en algún lugar de la zona, por lo que comienza una búsqueda por hoteles y pensiones alrededor de Fairvale. Cuando llega al Motel Bates e interroga a Norman, sus respuestas contradictorias y evasivas le hacen sospechar. Arbogast mira el libro de registro del motel y ve la falsa firma de Marion bajo su falso nombre. Entonces, Norman reconoce que «Marie» se alojó allí la noche del sábado anterior y se marchó a la mañana siguiente. Al enterarse de que la madre de Norman vio a Marion cuando estuvo allí, Arbogast pide hablar con ella, pero Norman se niega, diciendo que su madre está muy enferma y no debe ser molestada. Más tarde, Arbogast telefonea a Sam y Lila para decirles que ha encontrado la pista de Marion en el Motel Bates, y que va a volver allí para tratar de hablar con la señora Bates. Arbogast regresa al motel y, al no ver a nadie allí, se dirige a la casa y entra en ella. Cuando sube las escaleras, es atacado y asesinado a puñaladas por la misma anciana que mató  a Marion.
Al no recibir noticias de Arbogast, Sam va al motel en su busca, pero lo único que ve es la silueta de la señora Bates en la ventana de la casa. Lila y Sam deciden entonces acudir al sheriff local, Al Chambers, para informar de las desapariciones de Marion y Arbogast. Chambers y su esposa Eliza escuchan la historia de Sam y Lila. Después, el sheriff telefonea al motel para preguntar por Arbogast, y Norman le dice que pasó por allí y después se fue. Cuando Lila menciona a la madre de Norman, el sheriff les dice que lleva diez años muerta y enterrada en el cementerio de Greenlawn, después de haber envenenado a su amante y suicidarse. Chambers sugiere que tal vez Arbogast les mintió para continuar buscando a Marion y el dinero él solo. Sin embargo, Sam insiste en que vio a una mujer allí, y Lila asegura que Arbogast les dijo que Norman le había prohibido ver a su madre porque estaba enferma. Mientras tanto, Norman, preocupado por todas las personas que le han espiado, decide bajar a su madre al sótano y ocultarla allí, a pesar de las protestas de la mujer.
Al día siguiente, Sam y Lila deciden ir al motel y registrarse como matrimonio para investigar. Después de registrarse, ven que la puerta de la habitación Nº 1 está abierta, y deciden entrar para buscar pistas. Lo único que encuentran es el pedazo de un papel en el que Marion hizo algunas notas, lo que prueba que estuvo allí. Lila pide a Sam que distraiga a Norman mientras ella va a la casa para hablar con su madre. Sam encuentra a Norman en la recepción y empieza a hablar con él, mientras Lila entra en la casa y empieza a buscar en las habitaciones del piso superior, entre las cuales está la de la madre, con una gran cama en la que la silueta de un cuerpo está profundamente marcada en el colchón. Mientras tanto, Sam empieza a hablar de dinero para ver si Norman dice algo sobre los 40 000 dólares. Norman empieza a alterarse, y cuando Sam dice que su madre puede saber dónde está el dinero, Norman se da cuenta de que es otro «espía». Sam intenta detener a Norman, pero él le golpea en la cabeza y corre hacia la casa. Al ver que Norman se acerca, Lila baja a esconderse al sótano, donde encuentra a la señora Bates sentada de espaldas. Al acercarse a ella y girar la silla, descubre que es un cadáver momificado. Lila grita horrorizada y se aleja, y en ese momento, Norman entra en el sótano con un cuchillo y vestido con la ropa de su madre y una peluca. Antes de que pueda atacar a Lila, Sam llega y logra reducirle.
En la comisaría, Sam, Lila y el sheriff Chambers esperan para escuchar a un psiquiatra que ha examinado a Norman. El doctor empieza a relatar que, años atrás, tras la prematura muerte de su padre, Norman desarrolló un fuerte complejo de Edipo hacia su madre. Pero cuando ella empezó a relacionarse con un amante, Norman se sintió reemplazado y, movido por los celos, los envenenó a ambos con estricnina. Al no poder soportar la culpa, Norman robó el cadáver de su madre, lo preservó y empezó a tratarlo como si ella siguiera viva. Comenzó a recrear a su madre en su mente como una segunda personalidad, llegando a vestirse con su ropa y a hablar con su voz, dándole así la vida que le había quitado. La personalidad de «Madre» es dominante y posesiva, como lo era la señora Bates en vida, y cada vez que Norman se sentía atraído por alguna mujer, «Madre» tomaba el control y la mataba. Bajo la influencia de «Madre», Norman mató a otras dos jóvenes antes que a Marion, y también a Arbogast. Finalmente, el psiquiatra dice que «Madre» ya domina totalmente la mente de Norman. Sentado en el interior de un calabozo, Norman piensa como «Madre». Ella lamenta tener que condenar a su hijo, pero dice que los asesinatos fueron obra de Norman y no puede permitir que crean que ella era la culpable. En la última escena se muestra cómo el coche de Marion es remolcado fuera del pantano.

## Reparto
- Anthony Perkins – Norman Bates
- Vera Miles – Lila Crane
- John Gavin – Sam Loomis
- Janet Leigh – Marion Crane

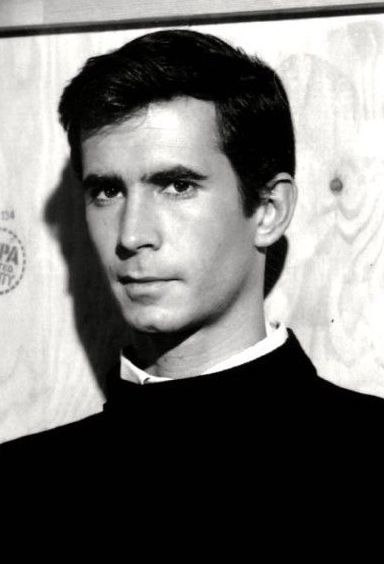
El actor Anthony Perkins interpretó al personaje de Norman Bates y recibió la aclamación del público y la crítica. Actualmente es uno de los personajes más recordados del cine y figura clave del cine de terror.

- Martin Balsam – Detective Milton Arbogast
- John McIntire – Sheriff Al Chambers
- Simon Oakland – Dr. Fred Richmond
- Vaughn Taylor – George Lowery, jefe de Marion
- Frank Albertson – Tom Cassidy, cliente de la inmobiliaria
- Lurene Tuttle – Eliza Chambers, esposa del sheriff
- John Anderson – California Charlie, vendedor de automóviles
- Patricia Hitchcock – Caroline, compañera de trabajo de Marion
- Mort Mills – Policía de carretera

La voz de Norma Bates, la madre de Norman, fue realizada por las actrices Virginia Gregg, Paul Jasmin y Jeanette Nolan, quienes no fueron acreditadas. Las tres voces fueron utilizadas indistintamente, excepto en el monólogo final, que fue interpretado íntegramente por Gregg. Un joven Ted Knight interpreta al policía que custodia la celda de Norman en la última escena.

## Producción

### Desarrollo
Psicosis se basa en la novela homónima de Robert Bloch publicada en 1959, que a su vez se inspira libremente en el caso de Ed Gein, un asesino y ladrón de tumbas de Wisconsin. Tanto Gein, que vivía a solo 40 millas (64 km) de Bloch, como el protagonista de la historia, Norman Bates, eran asesinos solitarios en zonas rurales aisladas. Ambos tenían madres dominantes fallecidas, habían sellado una habitación de su casa como santuario en su honor y vestían ropa de mujer. Gein fue detenido tras haber cometido solo dos asesinatos.

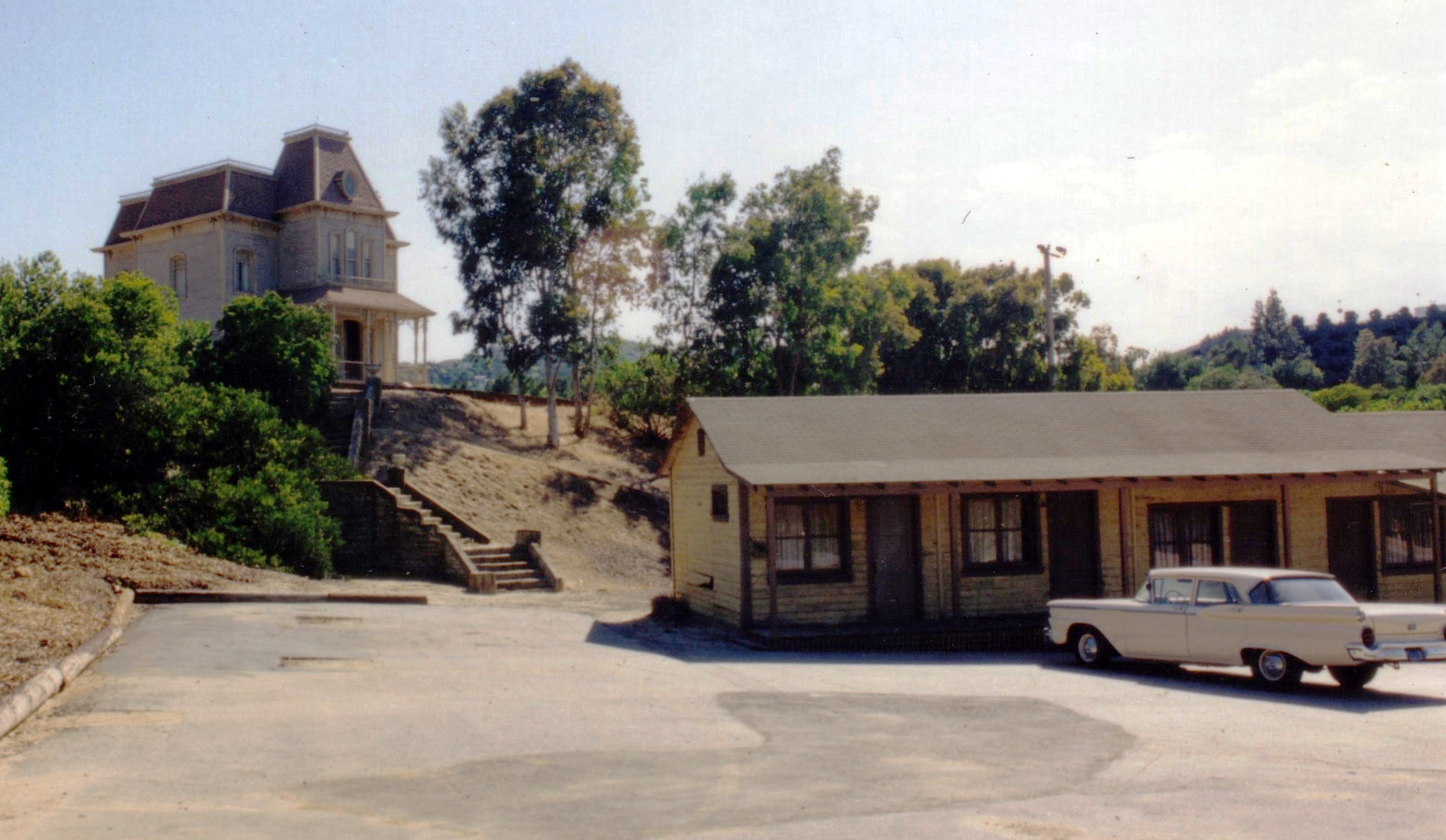
Decorado del motel y la mansión Bates en Universal Studios Hollywood.

La asistente de Hitchcock, Peggy Robertson, leyó una reseña positiva de la novela en The New York Times y decidió enseñarle el libro a su jefe; sin embargo, los lectores de guiones de Paramount Pictures ya habían rechazado su premisa para una película. Hitchcock adquirió los derechos de la novela por 9.500 dólares y al parecer ordenó a Robertson comprar todos los ejemplares para mantener en secreto las sorpresas de la novela. Hitchcock, quien se había enfrentado a competidores del género cuyas obras eran comparadas críticamente con las suyas, buscaba nuevo material para recuperarse de dos proyectos abortados con Paramount, Flamingo Feather y No Bail for the Judge. A Hitchcock no le gustaban las exigencias salariales de las estrellas y confiaba solo en unas pocas personas, Robertson entre ellas, para elegir el material potencial para sus películas.
Los ejecutivos de Paramount se opusieron a la propuesta de Hitchcock y se negaron a concederle su presupuesto habitual. En respuesta, Hitchcock se ofreció a filmar Psicosis de forma rápida y económica en blanco y negro con el equipo de su serie de televisión Alfred Hitchcock presenta. Los ejecutivos de Paramount rechazaron este enfoque económico, alegando que sus estudios de rodaje estaban reservados y que la industria estaba en crisis. Hitchcock replicó que él financiaría el proyecto personalmente y lo filmaría en Universal-International con su equipo de Shamley Productions si Paramount lo distribuía. En lugar de sus honorarios habituales de 250 000 dólares, propuso una participación del 60% en el negativo de la película. Esta oferta combinada fue aceptada, y Hitchcock siguió adelante a pesar de las negativas del productor Herbert Coleman y la ejecutiva de Shamley Productions Joan Harrison.

### Guion

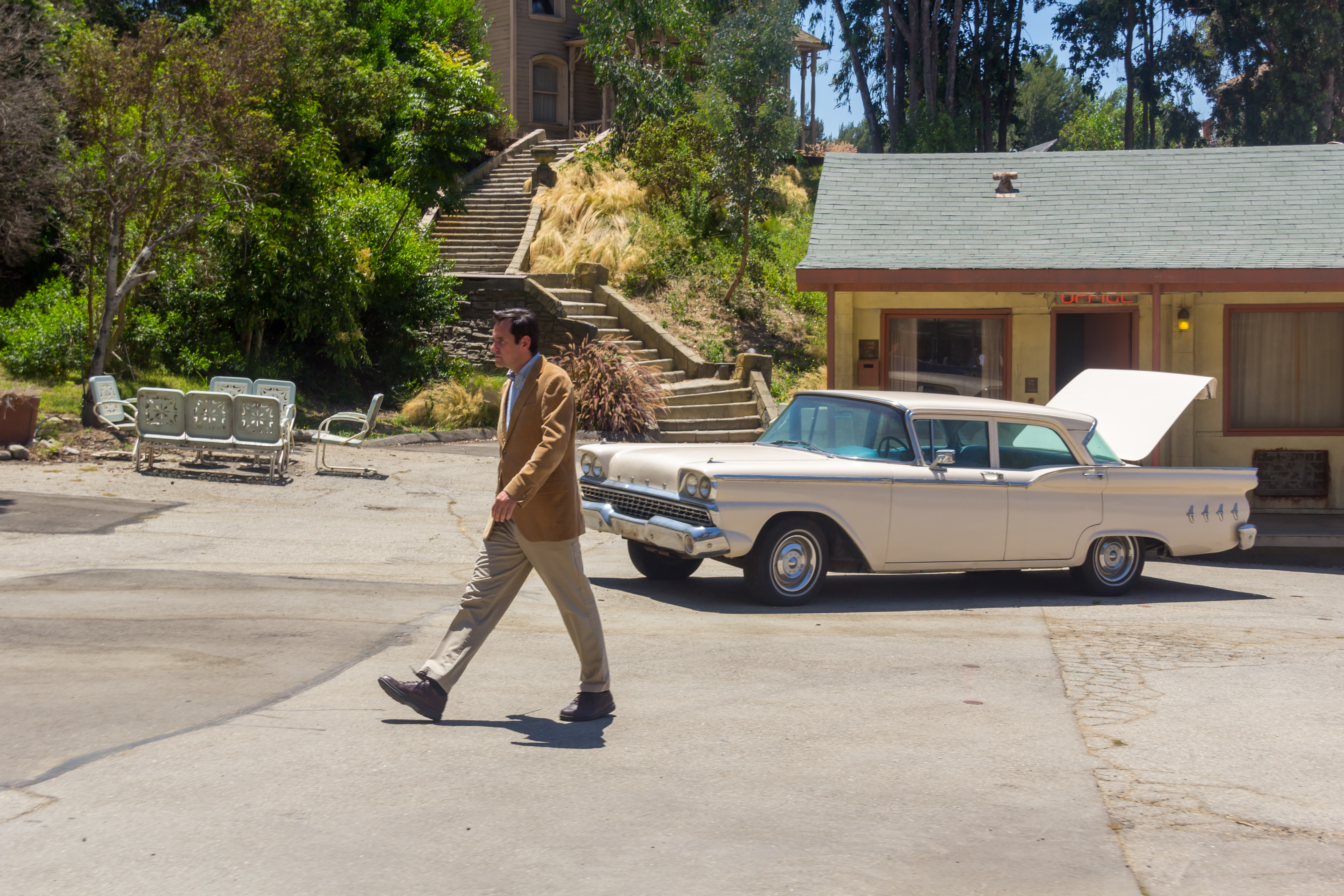
Recreación de una escena de la película como parte del recorrido turístico en Universal Studios Hollywood.

James P. Cavanagh, guionista de Alfred Hitchcock presenta, escribió el primer borrador del guion. Hitchcock sintió que el guion se hacía lento y parecía un cortometraje de terror para televisión, una opinión que era compartida por un asistente. Aunque Joseph Stefano solo había trabajado anteriormente en dos películas como guionista (Ana de Brooklyn y The Black Orchid, ambas estrenadas en 1958), Hitchcock aceptó reunirse con él, y a pesar de la inexperiencia de Stefano, la reunión salió bien y fue contratado.
El guion es relativamente fiel a la novela, con algunos cambios significativos introducidos por Hitchcock y Stefano. A Stefano le resultó antipático el personaje de Norman Bates (en el libro, es de mediana edad, con sobrepeso y más abiertamente inestable), pero se sintió más intrigado cuando Hitchcock sugirió a Anthony Perkins para interpretarlo. Stefano eliminó el alcoholismo de Bates, lo que requirió eliminar la personalidad de este «convirtiéndose» en su madre cuando se hallaba en estado de embriaguez. También se eliminó el interés de Bates por el espiritismo, el ocultismo y la pornografía. Hitchcock y Stefano optaron por comenzar la película con escenas de la vida de Marion y no presentar a Bates hasta los 20 minutos de película, en lugar de comenzar con Bates leyendo un libro de historia como lo hace Bloch en su novela. El escritor Joseph W. Smith observa que la historia de Marion «ocupa solo dos de los 17 capítulos de la novela. Hitchcock y Stefano lo ampliaron hasta casi la mitad de la narrativa».
Smith también menciona la ausencia de un encuentro casual en un hotel entre Marion y Sam en la novela, que es la escena con la que comienza la película. Para Stefano, la conversación entre Marion y Norman en la oficina del motel, en la que ella muestra una compasión maternal hacia él, permite que el público cambie su simpatía hacia Norman tras el asesinato de Marion. Cuando Lila inspecciona el dormitorio de Norman en la película, abre un libro con la portada en blanco cuyo contenido no se ve, mientras que en la novela se trata de ilustraciones «patológicamente pornográficas». Stefano quería dar al público «indicios de que algo andaba mal, pero no se podía explicar con palabras ni exagerar». En su libro El cine según Hitchcock (1966), François Truffaut afirma que la novela está «trucada» al incluir conversaciones extensas entre Norman y «Madre» y explicar lo que Madre «hace» en varios momentos.
El nombre de la protagonista fue cambiado de Mary a Marion porque había una verdadera Mary Crane que vivía en Phoenix. También se cambió el romance incipiente entre Sam y Lila de la novela. Hitchcock prefirió centrar la atención de la audiencia en la solución del misterio, y Stefano pensó que una relación así haría que Sam pareciera mezquino. En lugar de que Sam le explique la patología de Norman a Lila, en la película lo hace un psiquiatra. Stefano estaba en terapia para lidiar con su relación con su propia madre mientras escribía el guion. La novela es más violenta que la película; por ejemplo, Marion es decapitada en la ducha en lugar de apuñalada. Algunos cambios menores incluyeron cambiar un pendiente de Marion encontrado después de su muerte a un trozo de papel que no fue tragado por el inodoro. Esto supuso un cierto impacto porque los inodoros casi nunca se habían visto cine estadounidense en el momento del estreno de la película. El lugar de la muerte de Arbogast se trasladó del vestíbulo de la casa a la escalera. Stefano pensó que esto facilitaría ocultar la verdad sobre «Madre» sin revelar que se ocultaba algo. Según Janet Leigh, esto le dio a Hitchcock más opciones para su cámara.

### Preproducción

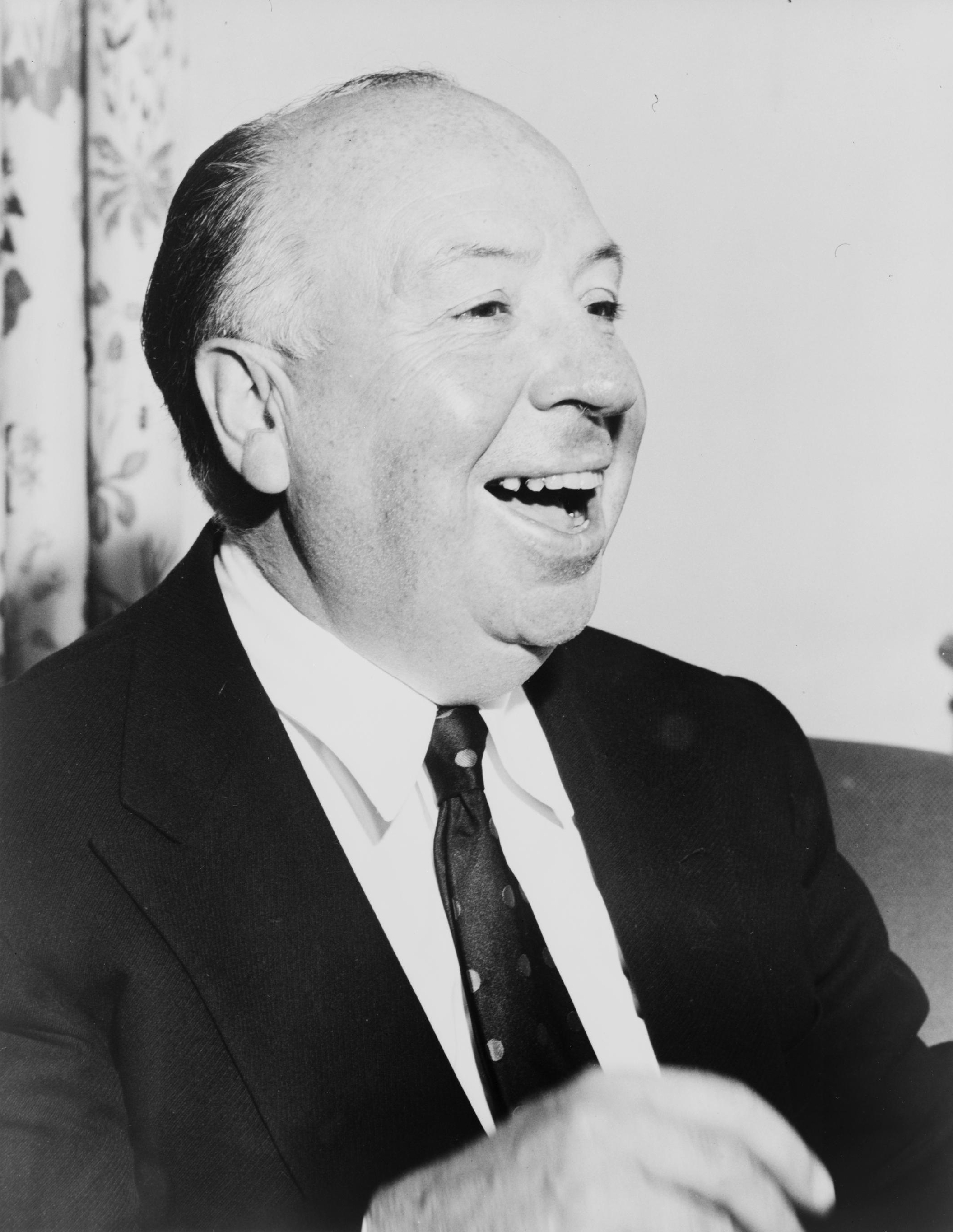
Alfred Hitchcock, director de la película.

Paramount Pictures, cuyo contrato garantizaba otra película de Hitchcock, no quería que este hiciera Psicosis. Paramount esperaba que hiciera No Bail for the Judge, pero Hitchcock descartó el proyecto después de que la estrella Audrey Hepburn lo abandonó al quedarse embarazada. La postura oficial del estudio fue que el libro de Bloch era «demasiado repulsivo» e «imposible para el cine», y que solo otro thriller de misterio de Hitchcock repleto de estrellas sería suficiente. A Paramount no le gustó «nada del libro» y le negó a Hitchcock su presupuesto habitual.
En respuesta, Hitchcock financió la película a través de su propia productora, Shamley Productions, filmando en Universal Studios con el equipo técnico de su serie de televisión. Los decorados del motel y la mansión Bates, que se construyeron en el mismo estudio donde se filmó El fantasma de la ópera (1925), protagonizada por Lon Chaney, todavía se encuentran en pie en el complejo de los estudios Universal en Universal City, cerca de Hollywood, y son una atracción habitual en el recorrido turístico del estudio.
Como resultado adicional del recorte de presupuesto, Hitchcock decidió filmar Psicosis en blanco y negro, manteniendo el presupuesto por debajo de un millón de dólares. Entre otras razones para filmar en blanco y negro estaba el deseo de Hitchcock de evitar que la escena de la ducha fuera demasiado sangrienta.
Como medida adicional para reducir costos, y dado que se sentía más cómodo con ellos, Hitchcock utilizó a la mayor parte del equipo de su serie de televisión Alfred Hitchcock presenta, incluyendo al director de fotografía John L. Russell, al diseñador de decorados George Milo, al supervisor de guion Marshall Schlom y al asistente de dirección Hilton A. Green. También contrató a varios de sus colaboradores habituales: Bernard Herrmann como compositor de la banda sonora, George Tomasini como editor y Saul Bass para el diseño de los títulos y el guion gráfico de la escena de la ducha. En total, su equipo costó 62 000 dólares.
Gracias a la fuerza de su reputación, Hitchcock contrató a Janet Leigh por una cuarta parte de su salario habitual, pagándole solo 25 000 dólares (en el libro El cine según Hitchcock, el director explicó que Leigh le debía a Paramount una última película de su contrato de siete años, que había firmado en 1953). Leigh fue la primera elección de Hitchcock, y ella aceptó después de leer la novela y sin cuestionar su salario. Su compañero de reparto, Anthony Perkins, fue contratado por 40 000 dólares. Ambos actores tenían experiencia y habían demostrado ser atractivos para la taquilla.
Paramount distribuyó la película, pero cuatro años más tarde Hitchcock vendió sus acciones de Shamley Productions a la empresa matriz de Universal, MCA, y sus seis películas restantes fueron realizadas y distribuidas por Universal Pictures. Otros cuatro años después, Paramount vendió todos los derechos de la película a Universal.

### Rodaje
Psicosis, producida independientemente y financiada por Hitchcock, se rodó en los Estudios Revue, donde se rodaba también su serie de televisión. La película se rodó con un presupuesto ajustado de 807 000 dólares, del 11 de noviembre de 1959 al 1 de febrero de 1960. El rodaje comenzaba por la mañana y terminaba a las 6 p. m. o antes los jueves (cuando Hitchcock y su esposa cenaban en el restaurante Chasen's). Casi toda la película se rodó con objetivos de 50 mm en cámaras de 35 mm, lo cual proporcionaba un ángulo de visión similar al del ojo humano.
Antes de comenzar el rodaje en noviembre, Hitchcock envió a Hilton A. Green a Phoenix para buscar localizaciones y rodar la escena inicial. Se suponía que la escena sería una toma de Phoenix, enfocando lentamente la ventana del hotel donde se encuentran Marion y Sam. Finalmente, las imágenes tomadas desde un helicóptero quedaron demasiado borrosas y tuvieron que ser intercaladas con imágenes del estudio. Otro equipo filmó imágenes diurnas y nocturnas en una autopista cerca de Fresno (California), para proyectarlas en las escenas donde Marion conduce desde Phoenix. También filmaron imágenes para la escena en la que el policía descubre a Marion durmiendo en su coche y en la que ella llega a Bakersfield para cambiar de coche. También se realizaron tomas para la escena  las tomas de la escena en la que el policía sospechoso descubre a Marion durmiendo en su coche. En una escena callejera rodada en el centro de Phoenix, se descubrió que había decoraciones navideñas visibles. En lugar de volver a rodar las imágenes, Hitchcock optó por añadir un texto en pantalla en la escena inicial que indicaba la fecha como «Viernes, 11 de diciembre».
Green también fotografió una lista preparada de 140 lugares para su posterior reconstrucción en el estudio. Entre ellos se encontraban numerosas inmobiliarias y casas como las de Marion y su hermana. También encontró a una chica que se parecía exactamente a como él había imaginado a Marion y fotografió todo su vestuario, lo que permitió a Hitchcock exigir estilos realistas a Helen Colvig, la supervisora de vestuario. El aspecto de la casa de Norman Bates se inspiró en la del cuadro House by the Railroad de Edward Hopper, una representación de una casa victoriana de estilo Segundo Imperio que se encuentra en Haverstraw (Nueva York).
Los actores principales, Perkins y Leigh, tuvieron libertad para interpretar sus papeles e improvisar, siempre que no implicara mover la cámara. Por ejemplo, el hábito de Norman de comer maíz dulce fue una idea del propio Perkins. Durante el rodaje, Hitchcock creó y escondió varias versiones del cadáver de la señora Bates en el armario del camerino de Leigh. Ella se tomó bien la broma y se preguntó si Hitchcock lo hacía para mantenerla en suspenso o para determinar qué cadáver resultaría más aterrador para el público.

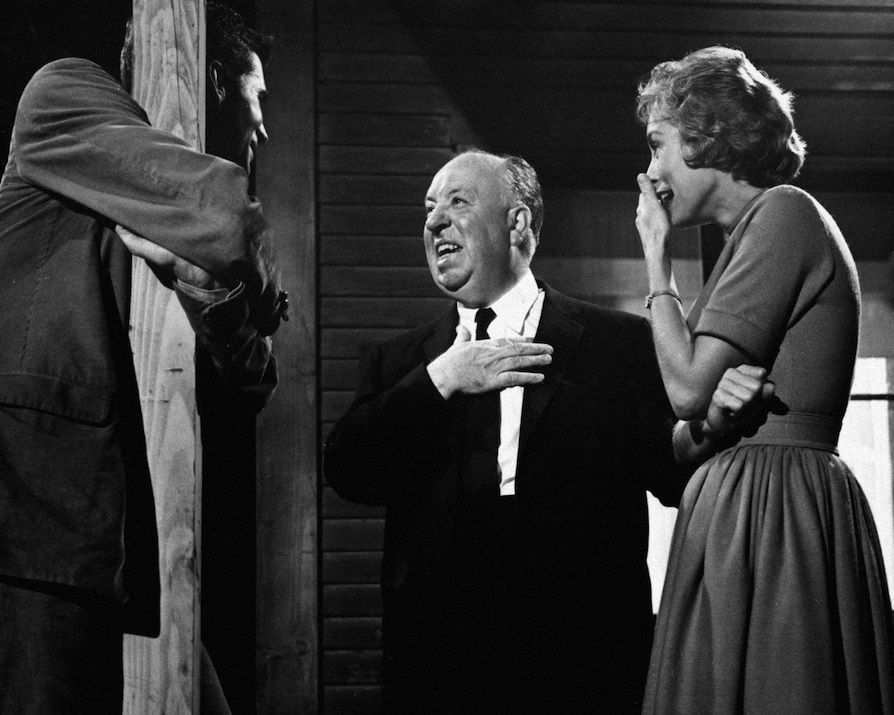
Anthony Perkins, Hitchcock y Janet Leigh conversando durante el rodaje de Psicosis.

Hitchcock se vio inusualmente obligado a repetir tomas en algunas escenas. La toma final de la escena de la ducha, que comienza con un primerísimo plano del ojo de Marion que se va alejando lentamente, resultó difícil para Leigh porque el agua que le salpicaba los ojos la hacía parpadear, y el camarógrafo también tuvo problemas al tener que enfocar manualmente mientras movía la cámara. También se requirieron repeticiones para la escena inicial porque Hitchcock sentía que Leigh y Gavin no se mostraban lo suficientemente apasionados. Leigh tuvo dificultades para decir «No excesivamente» en la escena de la inmobiliaria, lo que requirió repeticiones adicionales. Por último, la escena en la que se descubre a «Madre» requirió una coordinación compleja: el giro de la silla, Vera Miles golpeando la bombilla y un destello de lente, lo que resultó difícil. Hitchcock hizo repeticiones hasta que los tres elementos estuvieron a su entera satisfacción.
Según Hitchcock, varias tomas de Arbogast subiendo las escaleras de la casa antes de ser apuñalado fueron dirigidas por Green basándose en los guiones gráficos de Bass, mientras Hitchcock estaba de baja por enfermedad. Sin embargo, tras ver las tomas filmadas, Hitchcock se vio obligado a descartarlas. Afirmó que no servían porque no mostraban «un sentimiento de inocencia, sino de culpabilidad. Estos planos hubieran servido si se hubiera tratado de un asesino que subía una escalera, pero el espíritu de la escena se situaba en sentido opuesto». Hitchcock volvió a rodar la escena posteriormente, aunque parte del metraje cortado se incluyó en la película. El rodaje del asesinato de Arbogast resultó complicado debido al plano cenital de cámara necesario para ocultar el giro argumental de la película. Hubo que construir un carril de cámara colocado sobre poleas junto a la escalera, junto con un dispositivo similar a una silla, y tuvo que probarse exhaustivamente durante varias semanas.
Hitchcock hace su característico cameo a los siete minutos de película. Se le ve a través de la ventana de la oficina de Marion, llevando un sombrero stetson. La diseñadora de vestuario Rita Riggs afirmó que Hitchcock eligió hacer su cameo en esta escena para aparecer junto a su hija Patricia, que interpreta a la compañera de trabajo de Marion. También se ha sugerido que eligió hacer esta aparición temprana para no distraer a los espectadores, sabiendo que estarían esperando su cameo.

#### Escena de la ducha
El asesinato del personaje de Janet Leigh en la ducha del motel es la escena clave de la película y una de las más famosas de la historia del cine. Como tal, dio origen a numerosos mitos y leyendas. La escena se rodó del 17 al 23 de diciembre de 1959, después de que Leigh pospusiera el rodaje en dos ocasiones, la primera por un resfriado y la segunda por su menstruación.
La escena completa dura unos tres minutos, y su ráfaga de acción y ediciones ha producido intentos contradictorios de contar el número de planos. El propio Hitchcock contribuyó a ello, diciéndole a François Truffaut que «había setenta configuraciones de cámara para cuarenta y cinco segundos de metraje», y manteniendo a otros entrevistadores que había «setenta y ocho cortes de película». El documental 78/52: Hitchcock's Shower Scene (2017), del director Alexandre O. Philippe, toma esta última cifra para su mensaje de presentación: «78 tomas y 52 cortes que cambiaron el cine para siempre».  Pero en su cuidadosa descripción de la escena de la ducha, el estudioso de cine Philip J. Skerry contó solo 60 tomas diferentes, desglosando las cinco centrales por tipo, posición de la cámara, ángulo, movimiento, enfoque, punto de vista y sujeto. A falta de un análisis alternativo, Richard Schickel y Frank Capra, en una conversación incluida en el libro The Men Who Made the Movies (2001), concluyeron que el cálculo más razonable era 60. Muchos son primeros planos, incluyendo primerísimos planos, excepto los planos medios en la ducha justo antes y después del asesinato. La combinación de los primeros planos con su corta duración hace que la secuencia parezca más subjetiva que si las imágenes se presentaran solas o desde un ángulo más amplio, un ejemplo de la técnica que Hitchcock describió como «transferir la amenaza de la pantalla a la mente del público».

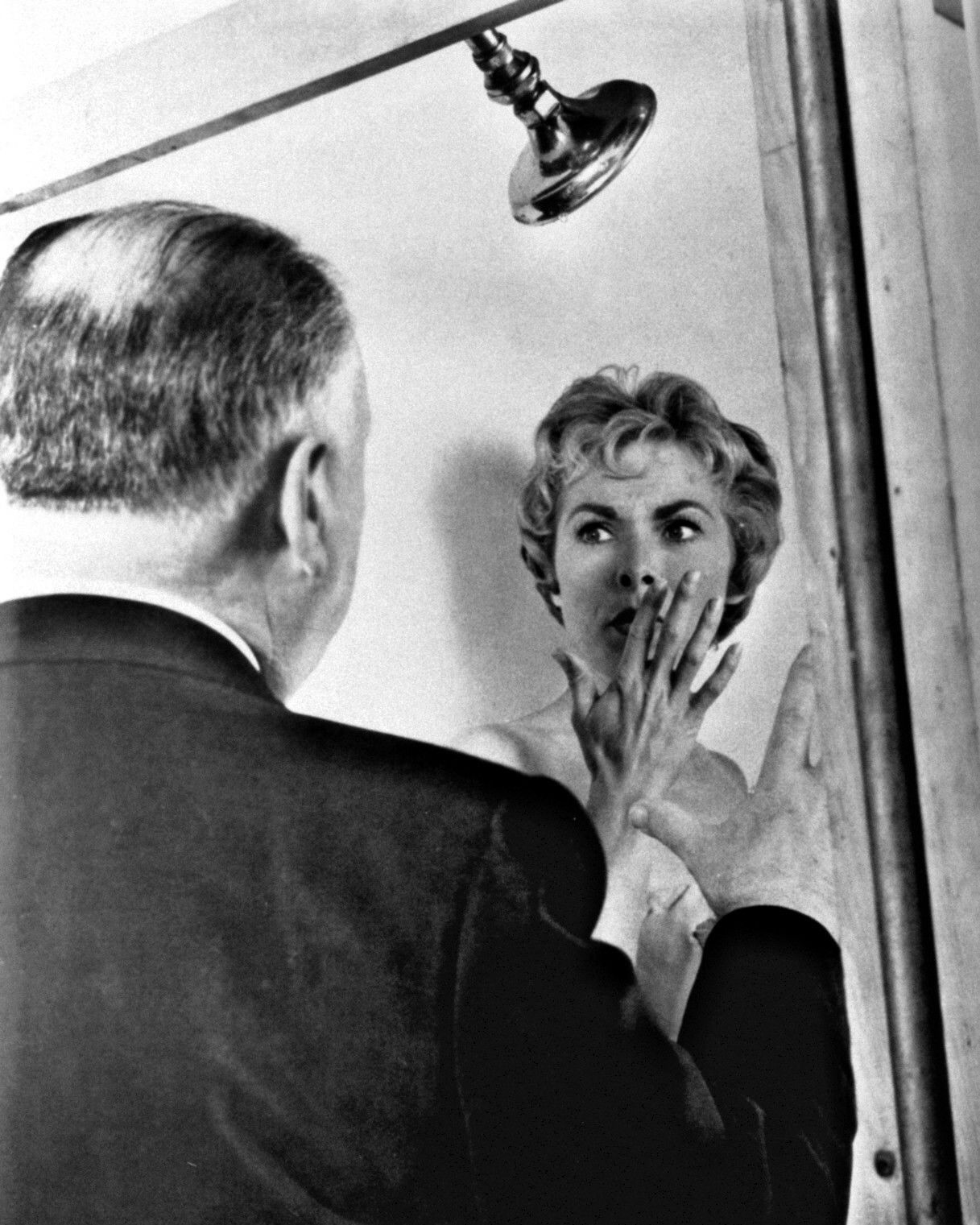
Hitchcock y Janet Leigh durante el rodaje de la escena de la ducha.

Para capturar la toma directa del cabezal de la ducha, la cámara debía estar equipada con un teleobjetivo. Los orificios interiores del cabezal se taparon y la cámara se colocó a una distancia suficiente para que el agua, aunque pareciera dirigirse directamente al objetivo, en realidad lo rodeara sin tocarlo.
La banda sonora de violines, violas y violonchelos chirriantes fue una pieza original para cuerdas del compositor Bernard Herrmann, titulada The Murder («El asesinato»). Originalmente, Hitchcock no tenía intención de incluir música en la secuencia (ni en las escenas en el motel), pero Herrmann insistió en que escuchara su composición. Posteriormente, Hitchcock admitió que intensificaba enormemente la escena y aumentó el salario de Herrmann hasta casi el doble. La sangre en la ducha era en realidad sirope de chocolate, que se apreciaba mejor en blanco y negro y tenía una densidad más realista que la sangre de utilería. El sonido de las puñaladas se hizo clavando un cuchillo en un melón. Como curiosidad, Anthony Perkins no estuvo presente en el rodaje de la escena, ya que se encontraba en Nueva York trabajando en un espectáculo de Broadway. Las actrices Anne Dore y Margo Epper fueron sus dobles en la filmación de la secuencia.
Hay varias versiones sobre si Leigh estuvo en la ducha todo el tiempo o si se utilizó una doble de cuerpo para algunas partes de la secuencia del asesinato y otras posteriores. En una entrevista con Roger Ebert y en el libro de Stephen Rebello Alfred Hitchcock and the Making of Psycho (1990), Leigh declaró que ella hizo toda la escena y Hitchcock utilizó una doble solo para la secuencia en la que Norman envuelve el cuerpo de Marion en la cortina de ducha y lo coloca en el maletero de su coche. El libro The Girl in Alfred Hitchcock's Shower de Robert Graysmith (2010) y el documental 78/52: Hitchcock's Shower Scene (2017) contradicen esto, identificando a Marli Renfro como la doble de cuerpo de Leigh para algunas de las tomas de la escena de la ducha. Graysmith también declaró que Hitchcock reconoció más tarde la participación de Renfro en la escena. Rita Riggs, encargada de vestuario de la película, afirmó que Leigh estuvo en la ducha todo el tiempo. También explicó que la actriz no quería estar desnuda y por eso ella utilizó elementos estratégicos como pezoneras, molesquín y mallas corporales, para que Leigh pudiera llevarlos durante el rodaje de la escena. Riggs y Leigh consultaron revistas de striptease que mostraban todos los diferentes accesorios, pero ninguno de ellos servía porque todos llevaban borlas.

Ya saben que no se podía coger la cámara y simplemente mostrar a una mujer desnuda; tenía que hacerse de forma impresionista. Así que se hizo con pequeños planos: la cabeza, los pies, la mano, etc. En esa escena había 78 cortes de película en unos 45 segundos.
Alfred Hitchcock

Surgió un mito popular según el cual se usó agua helada en la ducha para que los gritos de Leigh sonaran más realistas. Ella lo negó en numerosas ocasiones, afirmando que el equipo fue muy servicial y usó agua caliente durante toda la semana de rodaje. Todos los gritos que se oyen en la escena son de Leigh.
Según los libros The Dark Side of Genius de Donald Spoto y  Alfred Hitchcock and the Making of Psycho de Stephen Rebello, la esposa y colaboradora de confianza de Hitchcock, Alma Reville, detectó un error en uno de los últimos montajes de la película antes de su estreno oficial: cuando Marion estaba supuestamente muerta, se la podía ver parpadear. Según Patricia Hitchcock en el documental del making-of de Psicosis dirigido por Laurent Bouzereau, Alma observó que el personaje de Leigh parecía respirar. En cualquier caso, estas tomas fueron eliminadas y el público nunca las vio. Aunque la pupila de Marion debería dilatarse tras su muerte, las lentes de contacto necesarias para conseguir este efecto hubieran requerido seis semanas de aclimatación para que Leigh pudiera usarlas, por lo que Hitchcock decidió prescindir de ellas.
Se suele afirmar que, a pesar de su violencia y brutalidad, en la escena de la ducha no llega a verse realmente el cuchillo penetrando en la carne. Sin embargo, un análisis fotograma a fotograma de la secuencia muestra una toma en la que el cuchillo parece penetrar en el abdomen de Leigh, un efecto creado mediante iluminación y filmando el movimiento del cuchillo a la inversa. La propia Leigh quedó tan afectada al ver la escena que dejó de darse duchas a menos que fuera absolutamente necesario; cerraba con llave todas las puertas y ventanas y dejaba abiertas las puertas del baño y la ducha. Nunca se dio cuenta, hasta que vio la película por primera vez, de «lo vulnerable e indefensa que una es».
Antes de la producción, Leigh y Hitchcock discutieron detalladamente lo que significaba la escena:

Marion había decidido regresar a Phoenix, confesar sus pecados y asumir las consecuencias, así que al entrar en la bañera era como si entrara en las aguas bautismales. El agua que caía sobre ella purificaba la corrupción de su mente, expulsando la maldad de su alma. Era como una virgen de nuevo, tranquila, en paz.
Janet Leigh sobre su personaje en Psicosis.

El teórico cinematográfico Robin Wood también analiza cómo la ducha «elimina su culpa». Comenta el «efecto de alienación» de eliminar el «aparente centro de la película» con el que los espectadores se habían identificado. La escena fue el tema del documental 78/52: Hitchcock's Shower Scene, cuyo título hace referencia al supuesto número de ángulos de cámara y planos, respectivamente, que Hitchcock utilizó para rodarla.

#### Reclamación de crédito de Saul Bass
Además del mito del agua fría, otra afirmación fue que el diseñador gráfico Saul Bass dirigió la escena de la ducha. Esto fue negado por varias personas que trabajaron en la película, incluyendo a Leigh, quien declaró: «¡Rotundamente no! Lo he dicho categóricamente en todas mis entrevistas. Se lo he dicho a la cara delante de otras personas... Estuve en esa ducha siete días, y, créanme, Alfred Hitchcock estuvo junto a su cámara en cada una de esas setenta tomas». Hilton A. Green también refuta la afirmación: «No hay una sola toma en esa película que no haya rodado yo. Y puedo asegurarles que nunca rodé nada para el señor Bass». Roger Ebert, admirador de la obra de Hitchcock desde mucho tiempo atrás, desestimó el rumor: «Parece improbable que un perfeccionista con un ego como el de Hitchcock dejara que otra persona dirigiera una escena como esa».
Comentaristas como Stephen Rebello y Bill Krohn han argumentado a favor de la contribución de Bass a la escena en su calidad de consultor visual y guionista gráfico. Además de diseñar los créditos iniciales, Bass aparece como «consultor pictórico» en los créditos. Al entrevistar a Hitchcock en 1962, François Truffaut le preguntó sobre el grado de contribución de Bass, a lo que Hitchcock respondió que, además de los títulos, Bass realizó guiones gráficos para la escena del asesinato de Arbogast (que afirmó haber rechazado), pero no mencionó que los hubiera hecho también para la escena de la ducha.
Según el libro Hitchcock at Work de Bill Krohn, la primera afirmación de Bass de haber dirigido la escena fue en 1970, cuando proporcionó a una revista 48 dibujos utilizados como guiones gráficos como prueba de su contribución. El análisis de Krohn sobre la producción, al tiempo que refuta las afirmaciones de Bass de haber dirigido la escena, señala que estos guiones gráficos introdujeron aspectos clave de la escena ya terminada, como el hecho de que el asesino aparece como una silueta y detalles como los primeros planos del cuchillo dando puñaladas, el brazo extendido de Leigh en gesto desesperado, la cortina de la ducha arrancada de sus ganchos y la transición del desagüe de la bañera al ojo muerto de Marion Crane. Krohn señala que esta transición final recuerda mucho a los títulos de crédito con un ojo en primer plano que Bass creó para Vértigo (1958). Krohn también observa que Hitchcock rodó la escena con dos cámaras: una Mitchell BNC[cita requerida] y una cámara Éclair francesa de mano, que Orson Welles había usado en Touch of Evil (1958). Para crear un montaje ideal que produjera el mayor impacto emocional en el público, Hitchcock filmó una gran cantidad de metraje esta escena, que luego recortó en la sala de montaje. Incluso llevó una moviola al set para calcular el metraje necesario. Sin embargo, la secuencia definitiva, en la que el editor George Tomasini trabajó siguiendo los consejos de Hitchcock, no fue mucho más allá de los elementos estructurales básicos establecidos por los guiones gráficos de Bass.

## Banda sonora
Hitchcock insistió en que Bernard Herrmann compusiera la banda sonora de Psicosis a pesar de la negativa del compositor a aceptar una tarifa reducida por el bajo presupuesto de la película. La partitura resultante, según Christopher Palmer en su libro The Composer in Hollywood (1990), es «quizás el logro más espectacular de Herrmann en Hitchcock». Hitchcock se mostró satisfecho con la tensión y el dramatismo que la banda sonora añadió a la película, comentando posteriormente que «el 33% del efecto de Psicosis se debió a la música»y que «Psicosis dependía en gran medida de la música de Herrmann para su tensión y su sensación de fatalidad generalizada».
Herrmann aprovechó el reducido presupuesto musical escribiendo para una orquesta de cuerdas en lugar de un conjunto sinfónico completo, en contra de la petición de Hitchcock de una banda sonora de jazz. Concibió el color monocromático de la banda sonora compuesta exclusivamente por cuerdas como una forma de reflejar la fotografía en blanco y negro de la película. Las cuerdas suenan con sordina en toda la música excepto en la escena de la ducha, lo que crea un efecto más oscuro e intenso. El compositor cinematográfico Fred Steiner, analizando la banda sonora de Psicosis, señala que los instrumentos de cuerda le dieron a Herrmann acceso a una gama más amplia en tonos, en dinámica y en efectos especiales instrumentales que cualquier otro conjunto instrumental individual.
La música del tema principal, una pieza tensa y vertiginosa, marca el tono de la violencia inminente y se escucha tres veces más en la banda sonora. Aunque no ocurre nada impactante durante los primeros 15-20 minutos de la película, ese tema principal permanece en la mente del público, aportando tensión a estas primeras escenas. Herrmann también mantiene la tensión durante los momentos más lentos de la película mediante el uso del ostinato.
Se rumoreaba que Herrmann había usado medios electrónicos, incluyendo chillidos de pájaros amplificados, para lograr el impactante efecto musical de la escena de la ducha. Sin embargo, el efecto se logró únicamente con violines en un «movimiento sonoro chirriante y punzante de extraordinaria ferocidad». La única amplificación electrónica empleada fue la colocación de los micrófonos cerca de los instrumentos, para lograr un sonido más áspero. Además del impacto emocional, la música de la escena de la ducha vincula la banda sonora con las aves. Esta vinculación también transmite al público que es Norman, el coleccionista de aves disecadas, el asesino, y no su madre.
Steven C. Smith, biógrafo de Herrmann, escribe que la música de la escena de la ducha es «probablemente la más famosa (y más imitada) de la música cinematográfica», pero Hitchcock se opuso inicialmente a incluir música en esta escena. Cuando Herrmann mostró a Hitchcock la música de la escena de la ducha, el director aprobó su uso en la película. Herrmann le recordó a Hitchcock sus instrucciones de no utilizar música en esa escena, a lo que Hitchcock respondió: «Sugerencia inapropiada, muchacho, sugerencia inapropiada». Este fue uno de los dos desacuerdos importantes que Hitchcock tuvo con Herrmann, en los que Herrmann ignoró las instrucciones de Hitchcock. El segundo, sobre la banda sonora de Cortina rasgada (1966), supuso el fin de su colaboración profesional. Una encuesta realizada en 2009 mostró que el público británico considera el tema musical de la escena de la ducha como el más aterrador de una película.
En 1968, Herrmann reelaboró su partitura original en una pieza de concierto titulada Psycho: A Narrative for String Orchestra, que grabó con la Orquesta Filarmónica de Londres al año siguiente. La mayor parte de la suite, que incluía música nueva, se perdió posteriormente. En 1999, el director John Mauceri, con la ayuda de la viuda de Herrmann, reconstruyó la suite y la editó para su publicación. En 2013 realizó una segunda edición que restauró la música que Herrmann escribió para las cuerdas.
Para conmemorar el 50.º aniversario de Psicosis, en julio de 2010, la Orquesta Sinfónica de San Francisco obtuvo una copia de la película sin la banda sonora y la proyectó en una pantalla gigante mientras la orquesta interpretaba la partitura en directo. La misma interpretación fue realizada previamente por la Orquesta Sinfónica de Seattle en octubre de 2009, durante dos noches consecutivas.

### Lista de pistas
Toda la música compuesta por Bernard Herrmann. 
| N.º   | Título            | Duración |  |
| 1.    | «Prelude»         | 1:56     |  |
| 2.    | «The City»        | 2:12     |  |
| 3.    | «Marion»          | 1.35     |  |
| 4.    | «Marion and Sam»  | 1:53     |  |
| 5.    | «Temptation»      | 2:51     |  |
| 6.    | «Flight»          | 1:08     |  |
| 7.    | «Patrol Car»      | 1:06     |  |
| 8.    | «The Car Lot»     | 1:45     |  |
| 9.    | «The Package»     | 1:31     |  |
| 10.   | «The Rainstorm»   | 3:11     |  |
| 11.   | «Hotel Room»      | 2:04     |  |
| 12.   | «The Window»      | 1:12     |  |
| 13.   | «The Parlor»      | 1:38     |  |
| 14.   | «The Madhouse»    | 1:54     |  |
| 15.   | «The Peephole»    | 3:02     |  |
| 16.   | «The Bathroom»    | 1:02     |  |
| 17.   | «The Murder»      | 1:03     |  |
| 18.   | «The Body»        | 0:17     |  |
| 19.   | «The Office»      | 1:20     |  |
| 20.   | «The Curtain»     | 1:15     |  |
| 21.   | «The Water»       | 1:45     |  |
| 22.   | «The Car»         | 0:52     |  |
| 23.   | «Cleanup»         | 2:15     |  |
| 24.   | «The Swamp»       | 2:04     |  |
| 25.   | «The Search»      | 0:41     |  |
| 26.   | «The Shadow»      | 0:50     |  |
| 27.   | «Phone Booth»     | 0:54     |  |
| 28.   | «The Porch»       | 1:04     |  |
| 29.   | «The Stairs»      | 2:58     |  |
| 30.   | «The Knife»       | 0:30     |  |
| 31.   | «The Search (B)»  | 1:40     |  |
| 32.   | «The First Floor» | 2:45     |  |
| 33.   | «Cabin 10»        | 1:09     |  |
| 34.   | «Cabin 1»         | 1:06     |  |
| 35.   | «The Hill»        | 1:05     |  |
| 36.   | «The Bedroom»     | 1:00     |  |
| 37.   | «The Toys»        | 1:02     |  |
| 38.   | «The Cellar»      | 1:06     |  |
| 39.   | «Discovery»       | 0:41     |  |
| 40.   | «Finale»          | 1:32     |  |
| 60:01 |                   |          |  |

### Grabaciones
Se han publicado varios álbumes de la banda sonora de la película, entre ellos:
- 2 de octubre de 1975, grabación de la National Philharmonic Orchestra dirigida por Bernard Herrmann [Unicorn CD, 1993].[124]
- Un CD publicado por Varèse Sarabande en 1997, que incluye una regrabación de la partitura completa interpretada por la Royal Scottish National Orchestra y dirigida por Joel McNeely.[125][126]
- El CD SCD 585 de Soundstage Records de 1998 afirmaba presentar las pistas de las cintas maestras originales, pero ha sido catalogado como una edición pirata.[125]
- Lanzamiento en vinilo pirata de Doxy Records de 2011 de la banda sonora original completa dirigida por Herrmann.

## Censura y tabúes
Psicosis es un perfecto ejemplo del tipo de película que se estrenó en Estados Unidos durante la década de 1960 tras la caída en desuso del código Hays. Su representación de la sexualidad y la violencia no tenía precedentes, desde la primera escena en la que Sam y Marion, él sin camisa y ella en ropa interior, aparecen compartiendo cama como amantes. Según los estándares del código Hays de la época, las parejas no casadas que aparecían en la misma cama habrían sido tabú.
Otro problema fue la disconformidad de género. Perkins, que era presuntamente homosexual, y Hitchcock, que previamente había dirigido Rope (1948), tenían experiencia en el tema transgresor de la película. El espectador desconoce el travestismo de Bates hasta que, al final de la película, se revela durante el intento de asesinato de Lila. En la comisaría, Sam pregunta por qué Bates vestía así. Un policía, ignorante de la doble personalidad de Bates, piensa que es un travesti. El psiquiatra le corrige y explica que Bates cree ser su propia madre cuando se viste con su ropa. Además, según el documental incluido en la versión en DVD, algunos censores se opusieron a la utilización de la palabra «travesti» en las escenas finales. Esta objeción fue retirada después de que el guionista Joseph Stefano utilizara un diccionario para demostrar que la palabra no ocultaba ninguna connotación sexual, sino que simplemente describía a «un hombre que le gusta vestir ropa de mujer».
Según el libro Alfred Hitchcock and the Making of Psycho, escrito por Stephen Rebello y publicado en 1990, los censores a cargo de hacer cumplir el código Hays discutieron con Hitchcock porque algunos de ellos insistieron en que se podía ver uno de los pechos de Janet Leigh. Hitchcock se quedó con la copia durante varios días, la dejó intacta y la volvió a enviar para su aprobación. Sorprendentemente, cada uno de los censores invirtió su postura inicial: los que previamente habían visto el pecho ahora no lo veían, y los que no lo habían visto, ahora sí. Finalmente la película fue aprobada después de que el director eliminara una toma que mostraba las nalgas de la doble de Leigh. La junta censora también estaba molesta porque la escena inicial era muy subida de tono, por lo que Hitchcock dijo que si le dejaban mantener la escena de la ducha, volvería a filmar la escena inicial con ellos en el set. Finalmente, los miembros de la junta no se presentaron a la nueva filmación, por lo que la escena se mantuvo como estaba. Otra causa de preocupación para los censores fue que se mostraba a Marion tirando de la cadena de un inodoro, con su contenido (unos pedazos de papel roto) completamente visible. Hasta ese momento, no se había mostrado un inodoro en funcionamiento en el cine ni en la televisión de Estados Unidos.
A nivel internacional, Hitchcock se vio obligado a realizar cambios menores en la película, principalmente en la escena de la ducha. En el Reino Unido, la Agencia Británica de Clasificación de Películas (BBFC) exigió la eliminación de los sonidos de apuñalamiento y las tomas de desnudos visibles, y en Nueva Zelanda, la toma de Norman lavándose la sangre de las manos se consideró repugnante. En Singapur, aunque la escena de la ducha se mantuvo intacta, se eliminaron el asesinato de Arbogast y una toma del cadáver de la madre de Norman. En Irlanda, el censor Gerry O'Hara la prohibió tras su primer visionado en 1960. Al año siguiente, se presentó a la censura irlandesa una versión muy editada, a la que le faltaban unos 14 metros de película. O'Hara finalmente solicitó que se hicieran siete cortes adicionales: la frase donde Marion le dice a Sam que debe ponerse los zapatos (lo que implicaba que se había quitado los pantalones), dos tomas de Norman espiando a Marion a través del agujero en la pared, Marion desvistiéndose, las tomas de la sangre de Marion fluyendo por la ducha, las tomas de Norman lavándose las manos donde la sangre es visible, las puñaladas repetidas («Una puñalada seguramente es suficiente», escribió O'Hara), las palabras «en la cama» de la frase de la esposa del sheriff, «Norman los encontró muertos juntos en la cama», y las preguntas de Arbogast a Norman sobre si pasó la noche con Marion. En 1986, la versión sin cortes de Psicosis fue aceptada por la BBFC, que la clasificó como para mayores de 15 años. En 2020, Universal Pictures estrenó la versión sin cortes de la película en Blu-ray por primera vez para coincidir con su 60.º aniversario.

## Estreno

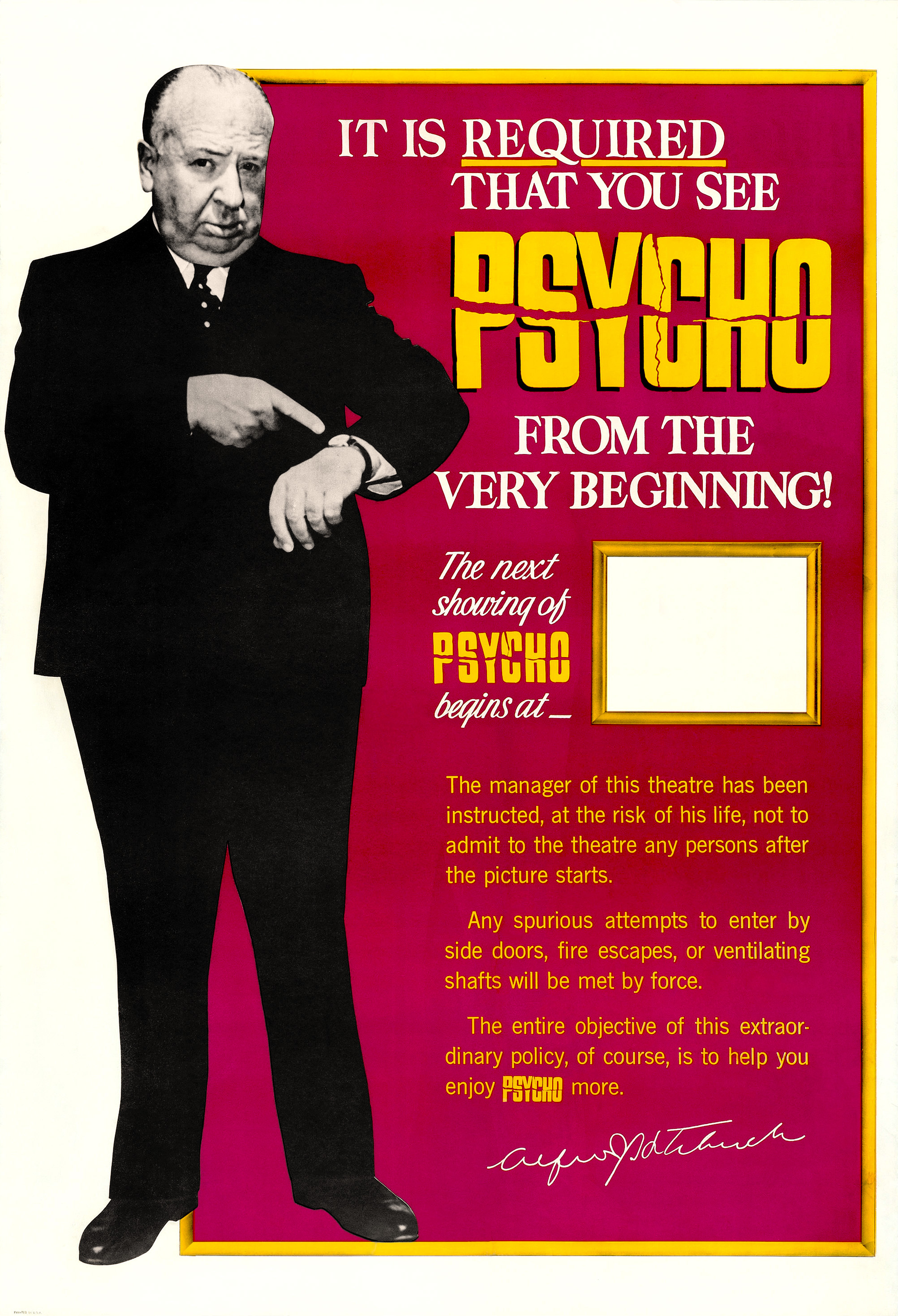
Durante el estreno en cines de Psicosis, Hitchcock impuso una política de no permitir la entrada en la sala una vez comenzada la proyección, lo cual era inusual en la época.

La película se estrenó el 16 de junio de 1960 en Nueva York. Fue la primera película estrenada en Estados Unidos con la condición de que nadie pudiera entrar al cine después de que la película hubiera comenzado.
La política de Hitchcock de no permitir la entrada una vez comenzada la película fue inusual para la época. No fue una estrategia publicitaria del todo original, ya que Henri-Georges Clouzot había hecho lo mismo en Francia con Las diabólicas (1955). Hitchcock pensaba que quienes entraran tarde al cine y, por lo tanto, no vieran a la actriz estrella Janet Leigh, se sentirían engañados. Al principio, los dueños de las salas se opusieron a la idea, pensando que perderían clientes. Sin embargo, después del primer día, tuvieron largas colas de gente esperando para ver la película. Poco antes del estreno de Psicosis, Hitchcock prometió una película «al estilo de Las diabólicas».
Una semana después del estreno en Nueva York, Psicosis se estrenó en Boston, Chicago y Filadelfia. Después de nueve semanas, la película se estrenó en los cines de barrio de Nueva York, siendo la primera vez que una película se proyectaba en Broadway y en los cines de barrio simultáneamente.
La película tuvo tanto éxito que fue reestrenada en los cines en 1965. Un año más tarde, CBS compró los derechos de su pase en televisión por 450 000 dólares. CBS tenía previsto televisar la película el 23 de septiembre de 1966, pero tres días antes Valerie Percy, la hija del candidato de Illinois al Senado, Charles H. Percy, fue asesinada en la casa de sus padres, quienes dormían en otro cuarto, apuñalada una docena de veces con un cuchillo de doble filo. A la luz del asesinato, CBS acordó aplazar la emisión de la película, pero debido al accidente del Apolo 1 el 27 de enero de 1967, la CBS decidió seguir posponiendo el lanzamiento de la película. Más tarde, Paramount incluyó la película en su paquete «Portfolio I». La película fue estrenada finalmente en la televisión pública por Universal en 1970. Psicosis fue transmitida regularmente durante veinte años en este formato.
La película tuvo un exitoso reestreno en cines en 1969. Fue estrenada de nuevo en los cines el 20 y el 23 de septiembre de 2015, como parte de la serie TCM Presents de Turner Classic Movies y Fathom Events.

### Promoción
Hitchcock hizo la mayor parte de la promoción él mismo, prohibiendo a Leigh y Perkins hacer las entrevistas habituales de televisión, radio y prensa por miedo a que revelaran la trama. Ni siquiera los críticos pudieron ver la película en proyecciones privadas, sino que tuvieron que verla con el público en general, lo que pudo afectar a sus reseñas.
El tráiler original de la película presenta a Hitchcock guiando al espectador en un recorrido por el set de rodaje y casi revelando detalles de la trama antes de detenerse. Está ambientado con el tema de Psicosis compuesto por Bernard Herrmann, pero también con la alegre música de la comedia de Hitchcock The Trouble with Harry (1955), y la mayor parte del diálogo de Hitchcock está sincronizada posteriormente. El tráiler se realizó después de terminar la película, y como Janet Leigh ya no estaba disponible para el rodaje, Hitchcock pidió a Vera Miles que se pusiera una peluca rubia y diera un fuerte grito mientras él descorría la cortina de la ducha en la secuencia del baño del tráiler. Dado que el título cubre casi toda la pantalla al instante, el cambio pasó desapercibido para el público durante años. Sin embargo, un análisis detallado de la escena revela claramente que es Miles y no Leigh quien aparece en la ducha en el tráiler.

### Clasificación
Psicosis ha sido clasificada y reclasificada varias veces a lo largo de los años por la MPAA. Tras su estreno, la película recibió un certificado de «Aprobado» (certificado n.º 19564) según el sencillo sistema de aprobado/suspenso del código Hays, aún vigente en aquel momento. Más tarde, cuando la MPAA adoptó un sistema voluntario de clasificación por letras en 1968, Psicosis fue una de las películas importantes que recibieron una clasificación «M» (Sugerido para público adulto: se recomienda la discreción de los padres) para su posterior distribución. Esta fue la única clasificación que recibió la película durante 16 años y, según las directrices de la época, «M» equivalía a una clasificación «PG». En 1984, en medio de una controversia en torno a los niveles de violencia representados en las películas con clasificación «PG» en la era del VCR, la clasificación de la película fue cambiada a «R», que mantiene en la actualidad.

### Fechas de estreno

#### Oficiales
| País                | Fecha                   |
| ------------------- | ----------------------- |
| Estados Unidos      | 16 de junio de 1960     |
| Reino Unido         | 4 de agosto de 1960     |
| Brasil              | 25 de agosto de 1960    |
| Japón               | 4 de septiembre de 1960 |
| Alemania Occidental | 7 de octubre de 1960    |
| Austria             | 28 de octubre de 1960   |
| Suecia              | 31 de octubre de 1960   |
| Francia             | 2 de noviembre de 1960  |
| Italia              | 24 de noviembre de 1960 |
| Finlandia           | 2 de diciembre de 1960  |
| Países Bajos        | 23 de diciembre de 1960 |
| Polonia             | 31 de diciembre de 1960 |
| Hong Kong           | 12 de enero de 1961     |
| Argentina           | 14 de marzo de 1961     |
| España              | 2 de abril de 1961      |
| Dinamarca           | 1 de mayo de 1961       |
| Grecia              | 1 de mayo de 1961       |
| Uruguay             | 18 de mayo de 1961      |
| Hungría             | 9 de marzo de 1972      |

#### Festivales y eventos
| País            | Fecha                    | Festival / Evento / Otros                                |
| --------------- | ------------------------ | -------------------------------------------------------- |
| España          | 2 de agosto de 2014      | Reestreno                                                |
| Finlandia       | 27 de febrero de 2015    | Reestreno                                                |
| Noruega         | 28 de septiembre de 1997 | Reestreno                                                |
| Portugal        | 1 de mayo de 1998        | Versión restaurada                                       |
| Reino Unido     | 31 de julio de 1998      | Reestreno                                                |
| Rusia           | 5 de septiembre de 1998  | Reestreno                                                |
| Suiza           | 15 de enero de 1999      | Reestreno                                                |
| Alemania        | 13 de agosto de 1999     | Estreno en vídeo                                         |
| Francia         | 20 de octubre de 1999    | Reestreno                                                |
| España          | 11 de julio de 2006      | Muestra Internacional de Cine Gay y Lésbico de Barcelona |
| República Checa | 15 de enero de 2009      | Limitado                                                 |
| Perú            | 25 de julio de 2013      | Reestreno                                                |

## Recepción

### Taquilla
Psicosis fue la segunda película con mayor recaudación de 1960, solo superada por Espartaco. Recaudó 32 millones de dólares en Estados Unidos frente a un presupuesto de 806 947 dólares, y fue el mayor éxito comercial de la carrera de Hitchcock. Hitchcock ganó personalmente más de 15 millones de dólares con Psicosis. Más tarde canjeó sus derechos sobre la película y su programa de televisión por 150 000 acciones de MCA, convirtiéndose en el tercer mayor accionista de la compañía y en su propio jefe en Universal Pictures, aunque esto no impidió a los ejecutivos seguir interfiriendo en sus películas posteriores.

### Crítica

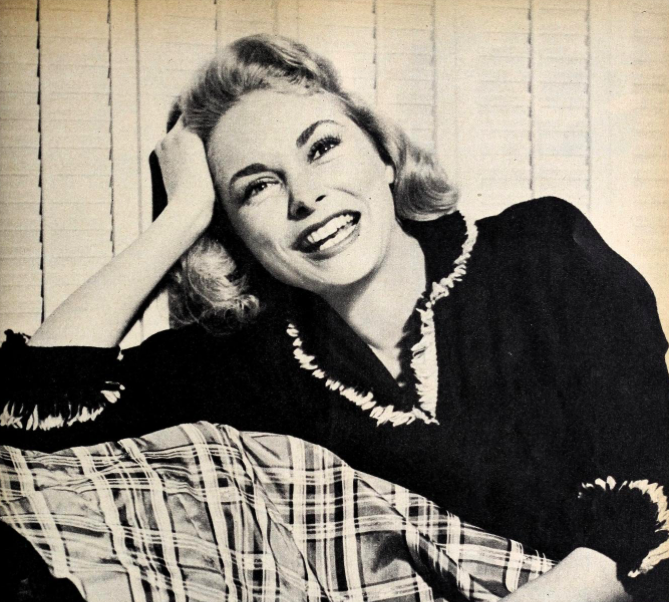
Janet Leigh (aquí en una imagen de 1955) recibió una nominación al Óscar y ganó un Globo de Oro por su interpretación en Psicosis.

La recepción crítica no fue unánime. Algunos críticos quedaron impactados por la violencia de la película y no la consideraron digna de su autor, como Bosley Crowther de The New York Times, que habló de «una mancha en una carrera honorable», o C. A. Lejeune, que no solo abandonó la sala antes de que terminara la proyección, sino que renunció a su puesto como crítica cinematográfica de The Observer.
Otros críticos han destacado la importancia de la mirada en Psicosis, como Donald Spoto, quien habló de cómo «la dialéctica de mirar y ser mirado recibe en Psicosis, más que en cualquier otra película de Hitchcock, su tratamiento más completo».
En cuanto a la identificación, «la película está tan bien hecha que puede inducir al público a hacer algo que ya no hace: gritarles a los personajes, con la esperanza de salvarlos del destino que astutamente se les ha insinuado». Al principio, el público teme por una ladrona; luego, en las escenas de la limpieza de la habitación del motel y el hundimiento del coche en el pantano, teme que el asesino no pueda borrar las huellas de la muerte de la chica; y al final, desea que lo capturen y lo obliguen a confesar para conocer el secreto de la historia. El director consigue que el espectador se identifique con los culpables a pesar suyo.
En una entrevista con François Truffaut, Hitchcock declaró:

En Psicosis no me importa mucho el tema, ni tampoco los personajes: lo que me importa es que el montaje de las piezas cinematográficas, la fotografía, la banda sonora y todo lo puramente técnico pueda hacer gritar al público. Creo que es una gran satisfacción para nosotros usar el arte cinematográfico para crear una emoción masiva. Y con Psicosis lo logramos. No es un mensaje lo que intrigó al público. No es una gran interpretación lo que los conmovió. No es una novela que realmente apreciaran y que los cautivó. Lo que emocionó al público fue la película en sí.

Psicosis también fue criticada por inspirar a otros cineastas a mostrar contenido sangriento. Tres años después se estrenó Blood Feast, considerada la primera película gore. Inspirada por Psicosis, Hammer Film Productions lanzó una serie de películas de suspenso, incluyendo A merced del odio (1965), protagonizada por Bette Davis; y Homicidal (1961), dirigida por William Castle, entre otras.
En el sitio web de reseñas Rotten Tomatoes, Psicosis tiene un índice de aprobación del 97% basado en 118 reseñas, con una puntuación media de 9,3/10. El consenso crítico del sitio dice: «Famosa por su escena de la ducha, pero inmortal por su contribución al género del terror. Gracias a que Psicosis fue filmada con tacto, gracia y arte, Hitchcock no solo creó el terror moderno, sino que lo validó». En Metacritic, la película tiene una puntuación media ponderada de 97 sobre 100 basada en 18 críticos, lo que indica «aclamación universal». En su reseña de Psicosis en 1998, el crítico de cine Roger Ebert resumió el atractivo perdurable de la película, escribiendo:

Lo que hace a Psicosis inmortal, cuando tantas películas quedan medio olvidadas cuando salimos del cine, es que se conecta directamente con nuestros miedos: nuestros miedos de que podamos cometer un crimen impulsivamente, nuestros miedos a la policía, nuestros miedos de convertirnos en víctimas de un loco y, por supuesto, nuestros miedos de decepcionar a nuestras madres.

## Reconocimientos
| Premio                              | Categoría                                    | Nominado(s)                                                           | Resultado |
| ----------------------------------- | -------------------------------------------- | --------------------------------------------------------------------- | --------- |
| Premios Óscar (33.ª edición)        | Mejor director                               | Alfred Hitchcock                                                      | Nominado  |
| Premios Óscar (33.ª edición)        | Mejor actriz de reparto                      | Janet Leigh                                                           | Nominada  |
| Premios Óscar (33.ª edición)        | Mejor dirección de arte – Blanco y negro     | Joseph Hurley Robert Clatworthy George Milo                           | Nominados |
| Premios Óscar (33.ª edición)        | Mejor fotografía – Blanco y negro            | John L. Russell                                                       | Nominado  |
| Premios Bambi                       | Mejor actor – Internacional                  | Anthony Perkins                                                       | Nominado  |
| Cahiers du Cinéma                   | Mejor película                               | Alfred Hitchcock                                                      | Nominado  |
| Premios del Sindicato de Directores | Mejor dirección                              | Alfred Hitchcock                                                      | Nominado  |
| Premios Edgar                       | Mejor guion cinematográfico                  | Joseph Stefano (guion) Robert Bloch (novela)                          | Ganadores |
| Premios Globo de Oro (18.ª edición) | Mejor actriz de reparto                      | Janet Leigh                                                           | Ganadora  |
| Premios WGA                         | Mejor guion – drama                          | Joseph Stefano                                                        | Nominado  |
| Premios Golden Laurel               | Mejor drama                                  | Mejor drama                                                           | Nominada  |
| Premios Golden Laurel               | Mejor interpretación femenina de reparto     | Janet Leigh                                                           | Nominada  |
| Premios Satellite (2005)            | Mejor DVD clásico                            | Psicosis (como parte de Alfred Hitchcock: The Masterpiece Collection) | Nominada  |
| Premios Satellite (2008)            | Mejor DVD clásico                            | Psicosis                                                              | Nominada  |
| Premios Saturn (2008)               | Mejor lanzamiento de película clásica en DVD | Psicosis (Colección Universal Legacy Series)                          | Ganadora  |
| Premios Saturn (2010)               | Mejor lanzamiento de película clásica en DVD | Psicosis (Edición especial 50.º aniversario)                          | Nominada  |
| Premios Saturn (2012)               | Mejor colección de películas en DVD          | Psicosis (como parte de Alfred Hitchcock: The Masterpiece Collection) | Nominada  |

Psicosis fue incluida en el noveno lugar de la lista de las 10 mejores películas de 1960, elaborada por la revista Cahiers du Cinéma. En 1992 fue declarada «cultural, histórica o estéticamente significativa» por la Biblioteca del Congreso de Estados Unidos, y seleccionada para su preservación en el National Film Registry. En 1998, la revista TV Guide la clasificó en el octavo puesto de su lista de las 50 mejores películas de televisión (y vídeo).
Psicosis ha aparecido en varias listas elaboradas por sitios web, canales de televisión y revistas. La escena de la ducha ocupó el cuarto lugar en la lista The 100 Scariest Movie Moments elaborada por el canal Bravo, mientras que la escena final ocupó el cuarto puesto en una lista similar de la revista Première. En la encuesta de Sight & Sound sobre las mejores películas de la historia elaborada por el British Film Institute en 2012, Psicosis ocupó el puesto 35 entre los críticos y el 48 entre los directores.
En la versión anterior de la lista, realizada en 2002, la película ocupó el puesto 35 entre los críticos y el 19 entre los directores. En la edición de 2022 de la lista, la película ocupó el puesto 31 en la encuesta de críticos y el 46 en la encuesta de directores. En 1998, la revista Time Out realizó una encuesta entre sus lectores y Psicosis fue votada como la 29.ª mejor película de todos los tiempos. El periódico The Village Voice clasificó a Psicosis en el puesto 19 de su lista de «las 250 mejores películas del siglo» en 1999, basándose en una encuesta de críticos. Fue también incluida en la lista de las 15 películas más influyentes de todos los tiempos, elaborada por TCM.
Entertainment Weekly la votó como la undécima mejor película de la historia en 1999. En enero de 2002, la película fue incluida en la lista de «las 100 películas esenciales de todos los tiempos» por la National Society of Film Critics. También fue incluida en la lista de las 100 mejores películas de todos los tiempos elaborada por la revista Time en 2005. Ese mismo año, la revista Total Film clasificó a Psicosis como la sexta mejor película de terror de la historia. En 2010, el periódico The Guardian la nombró «la mejor película de terror de todos los tiempos». El director Martin Scorsese incluyó a Psicosis en su lista de las 11 películas de terror más aterradoras de la historia. La película fue nombrada como la tercera mejor película de terror de todos los tiempos en una encuesta entre los lectores de la revista Rolling Stone en 2014. En 2017, una encuesta de lectores de la revista Empire clasificó a Psicosis en el puesto número 53 de su lista de «Las 100 mejores películas». En una encuesta anterior realizada por la misma revista en 2008, fue clasificada en el puesto 45 de la lista de «Las 500 mejores películas de todos los tiempos». En 2021, la película fue clasificada en el quinto puesto por Time Out en su lista de «Las 100 mejores películas de terror».
En 2012, el Sindicato de Editores Cinematográficos (MPGA) la clasificó como la duodécima película mejor editada de todos los tiempos según una encuesta realizada entre sus miembros. Psicosis fue clasificada en el octavo puesto en la lista de las 100 mejores películas estadounidenses elaborada por la BBC en 2015. En 2022, Variety nombró a Psicosis como la mejor película de todos los tiempos y, en 2024, como la tercera mejor película de terror.
El American Film Institute incluyó a Psicosis en varias de sus listas de la serie AFI 100 años...:
- AFI's 100 años... 100 películas – N.º 18
- AFI's 100 años... 100 películas de suspense – N.º 1
- AFI's 100 años... 100 héroes y villanos
  - Norman Bates – N.º 2 (villanos)
- AFI's 100 años... 100 frases:
  - El mejor amigo de un chico es su madre. – N.º 56
- AFI's 100 años de bandas sonoras – N.º 4
- AFI's 100 años... 100 películas (edición 10.º aniversario) – N.º 14

## Temas y estilo

### Subversión del romance a través de la ironía
En Psicosis, Hitchcock subvierte los elementos románticos presentes en la mayor parte de su obra. La película, en cambio, resulta irónica al presentar «la claridad y la plenitud» del romance. El pasado es central en la película; los personajes principales «luchan por comprender y resolver historias personales destructivas y, finalmente, fracasan». Lesley Brill escribe: «Las fuerzas inexorables de los pecados y errores del pasado aplastan las esperanzas de regeneración y felicidad presente». La esperanza aplastada se ve resaltada por la muerte de la protagonista, Marion Crane, a mitad de la película. Marion es como Perséfone, personaje de la mitología griega, quien es secuestrada temporalmente del mundo de los vivos. El mito no se aplica a Marion, quien muere desesperanzada en su habitación del Motel Bates. La habitación está empapelada con estampados florales como las flores de Perséfone, pero solo «se reflejan en espejos, como imágenes de imágenes, doblemente alejadas de la realidad». En la escena de la muerte de Marion, Brill describe la transición del desagüe del baño al ojo sin vida de Marion «como el ojo de la criatura marina amorfa al final de La dolce vita de Fellini, marca el nacimiento de la muerte, un emblema de desesperanza final y corrupción». 
Marion se ve privada de «los humildes tesoros del amor, el matrimonio, el hogar y la familia», que Hitchcock considera elementos de la felicidad humana. Existe entre los personajes secundarios de Psicosis una falta de «calidez y estabilidad familiar», lo que demuestra la improbabilidad de las fantasías domésticas. La película contiene chistes irónicos sobre la vida doméstica, como cuando Sam le escribe una carta a Marion accediendo a casarse con ella, justo después de que el público la ha visto morir asesinada y ser enterrada en el pantano. Sam y Lila, la hermana de Marion, al investigar la desaparición de Marion, desarrollan una relación «cada vez más conyugal», un desarrollo que se le niega a Marion. Norman también sufre una definición igualmente perversa de la vida doméstica. Tiene «una personalidad infantil y dividida» y vive en una mansión cuyo pasado ocupa el presente. Norman exhibe pájaros disecados que están «congelados en el tiempo» y guarda juguetes y peluches de su infancia en su habitación. Se muestra hostil ante las sugerencias de alejarse del pasado, como la sugerencia de Marion de llevar a su madre «a algún lugar», y como resultado, la mata para preservar su pasado. Brill explica: «Para Norman, ese “algún lugar” es donde sus delirios de amor, hogar y familia se declaran inválidos y quedan expuestos».
La luz y la oscuridad ocupan un lugar destacado en Psicosis. El primer plano de la película, tras los créditos de apertura, muestra el soleado paisaje de Phoenix antes de que la cámara entre en una oscura habitación de hotel donde Sam y Marion aparecen como figuras brillantes. Marion queda casi inmediatamente sumida en la oscuridad; su sombra la precede al volver a entrar en la oficina para robar el dinero y al entrar en su dormitorio. Al huir de Phoenix, la oscuridad desciende sobre ella durante su viaje. La siguiente mañana soleada es interrumpida por la presencia de un policía con gafas de sol negras, y finalmente llega al Motel Bates casi a oscuras. Las luces brillantes también son «el equivalente irónico de la oscuridad» en la película, cegando en lugar de iluminar. Ejemplos de brillo incluyen las persianas que se abren en la habitación de hotel de Sam y Marion, los faros de los vehículos que circulan de noche, el letrero de neón del Motel Bates, el «blanco deslumbrante» de los azulejos del baño donde muere Marion y la bombilla expuesta del sótano que brilla sobre el cadáver de la madre de Norman. Estas luces brillantes suelen caracterizar el peligro y la violencia en las películas de Hitchcock.

### Motivos
La película presenta a menudo sombras, espejos, ventanas, y, en menor medida, agua. Las sombras están presentes desde la primera escena, donde las persianas parecen barrotes cuando Marion y Sam miran por la ventana. Las sombras de las aves disecadas se ciernen sobre Marion mientras come, y la madre de Norman es mostrada solamente en la sombra hasta el final de la película. De forma más sutil, la iluminación de fondo hace que los rastrillos en la ferretería se asemejen a garras sobre la cabeza de Lila.
Los espejos reflejan a Marion mientras hace su equipaje, sus ojos mientras mira por el retrovisor de su coche, su rostro en las gafas de sol del policía y sus manos mientras cuenta el dinero en el baño del concesionario. Una ventana del motel sirve como espejo, reflejando a Marion y Norman juntos. El fuerte aguacero puede ser visto como presagio de la escena de la ducha, y el hecho de que deja de llover de repente puede ser un símbolo de la decisión que ha tomado Marion de regresar a Phoenix.
Durante la película se hacen varias referencias a las aves. El apellido de Marion es Crane (en español, «grulla») y ella es de Phoenix (en español, «fénix»). En la novela, Norman también es aficionado a la taxidermia, pero no se centra solo en aves, y Marion es de Dallas. En una escena, Norman le dice a Marion que «come como un pájaro», y la habitación en la que se hospeda Marion tiene cuadros de pájaros en la pared. Brigitte Peucker sugiere que la afición de Norman por disecar aves literaliza la expesión del slang británico para referirse al sexo, stuffing birds («rellenar pájaros»), donde la palabra bird («pájaro»), se usa para referirse a una mujer deseable. Robert Allan sugiere que la madre de Norman es su «pájaro disecado» original, tanto en el sentido de haber conservado su cuerpo como en la naturaleza incestuosa del lazo emocional de Norman con ella.

### Interpretación psicoanalítica
Psicosis ha sido llamada el «primer thriller psicoanalítico». El sexo y la violencia en la película difieren de cualquier cosa vista en una película convencional hasta ese momento. «La escena de la ducha es tan temida como deseada», escribió el crítico de cine francés Serge Kaganski. «Hitchcock puede aterrorizar a sus espectadoras, pero convierte a sus espectadores masculinos en potenciales violadores, ya que Janet Leigh ha excitado sexualmente a los hombres desde que aparece en sostén en la primera escena».
En su documental The Pervert's Guide to Cinema (2006), Slavoj Žižek señala que la mansión de Norman Bates tiene tres plantas, en paralelo con los tres niveles que el psicoanálisis de Freud atribuye a la mente humana: la planta superior sería el Superyó, donde vive la madre de Bates; la planta baja sería el Yo, donde Bates funciona como un ser humano aparentemente normal y, por último, el sótano a donde Bates baja el cadáver de su madre sería el Ello o inconsciente, como símbolo de la conexión que se postula hay entre el Superyó y el Ello.
La revista Far Out incluyó la interpretación de Anthony Perkins en su lista de «los 10 psicópatas más precisos del cine según el FBI».

## Legado

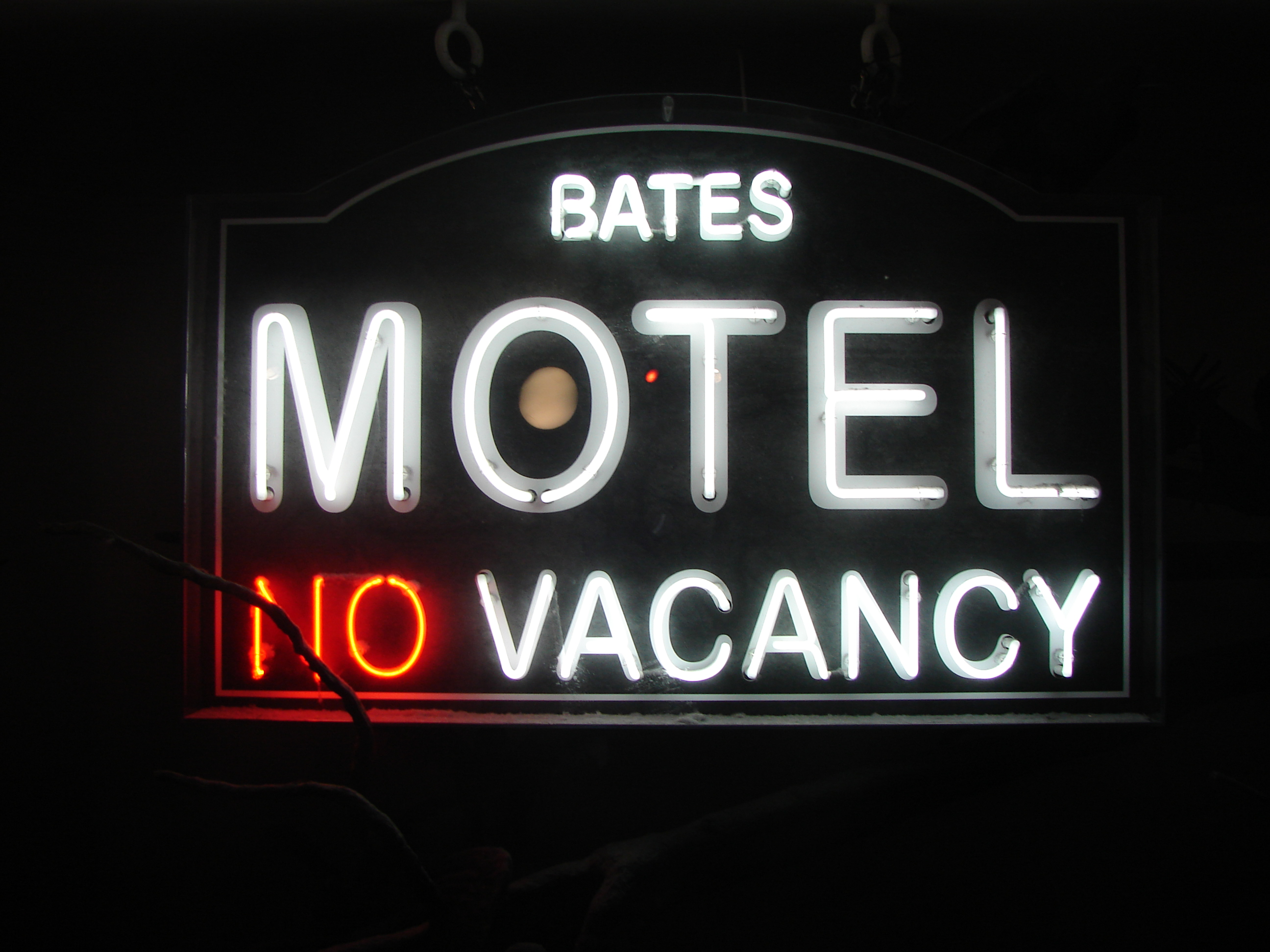
Letrero del Motel Bates en el Museo Madame Tussauds de Londres.

Psicosis se ha convertido en una de las películas más famosas de la historia del cine, y posiblemente en la más conocida de la filmografía de Hitchcock. En su novela, Robert Bloch empleó una estructura argumental poco común, introduciendo repetidamente protagonistas simpáticos y eliminándolos después. De esta forma jugaba con las expectativas de los lectores acostumbrados a tramas tradicionales, dejándolos inseguros y ansiosos. Hitchcock reconoció el efecto que este enfoque podía tener en el público y lo utilizó en su adaptación, eliminando al personaje de Janet Leigh al final del primer acto. Este audaz recurso argumental, sumado al hecho de que el personaje fuera interpretado por la actriz más taquillera de la película, supuso un giro impactante en 1960.
La escena de la ducha se ha convertido en un referente de la cultura popular y suele considerarse uno de los momentos más icónicos de la historia del cine, así como la escena con más suspense jamás filmada. Su eficacia se atribuye a menudo al uso de sorprendentes técnicas de edición y montaje, propias del cine soviético, y a los icónicos violines chirriantes de la banda sonora de Bernard Herrmann. En 2000, el periódico The Guardian clasificó la escena en el segundo puesto de su lista de «los 10 mejores momentos cinematográficos». La escena ha sido frecuentemente parodiada y referenciada en la cultura popular, incluyendo los efectos de sonido de los violines chirriantes, como en Los Simpson o en Charlie y la fábrica de chocolate (2005), entre muchos otros ejemplos. El documental 78/52: Hitchcock's Shower Scene (2017), escrito y dirigido por Alexandre O. Philippe, está dedicado a analizar la escena. Incluye entrevistas y análisis de Guillermo del Toro, Peter Bogdanovich, Bret Easton Ellis, Jamie Lee Curtis, Karyn Kusama, Eli Roth, Oz Perkins, Leigh Whannell, Walter Murch, Danny Elfman, Elijah Wood, Richard Stanley y Neil Marshall.
Psicosis está considerada como la primera película del género slasher, aunque algunos críticos e historiadores de cine consideran que la primera fue Peeping Tom (1960), dirigida por Michael Powell, una película menos conocida con temas similares de voyeurismo y violencia sexualizada, que fue estrenada unos pocos meses antes que Psicosis. Sin embargo, debido a las desfavorables críticas que recibió entonces Peeping Tom y a su escaso resultado de taquilla, Psicosis se ha convertido en una película mucho más conocida e influyente.
En 2018, Zachary Paul, de Bloody Disgusting, afirmó que Psicosis inspiró películas de terror posteriores en las que se producían revelaciones de transgresión de género, citando como ejemplos Terror Train (1980), Sleepaway Camp (1983) y la franquicia Insidious (2010-presente). Paul criticó todas estas películas por equiparar la homosexualidad con el trastorno mental, pero señaló que sus creadores no pretendían ofender a nadie. Paul añadió: «Los días de las revelaciones de género que se presentan como un gran giro en el tercer acto de cualquier película de misterio o de terror están probablemente contados. Este cliché ya ha tenido su momento de gloria, y es mejor que lo superemos».
Psicosis ha sido referenciada y homenajeada en otras películas numerosas veces. Algunos ejemplos son la comedia de terror musical El fantasma del paraíso (1977); la película Halloween (1978), protagonizada por Jamie Lee Curtis, hija de Janet Leigh, y en la que aparece un personaje llamado Sam Loomis; la comedia High Anxiety (1977), de Mel Brooks, que homenajea y parodia varias de las películas de Hitchcock; Fundido a negro (1980); Vestida para matar (1980) y Scream (1996). El tema de apertura de la película, compuesto por Bernard Herrmann, fue utilizado por el rapero Busta Rhymes en su canción «Gimme Some More», incluida en su álbum Extinction Level Event (Final World Front) (1998). La película es proyectada junto con El resplandor (1980) en un autocine como parte del combo «Noche de los Horrores» en la película Twister (1996). En la película de animación Buscando a Nemo (2003), la música de la escena de la ducha suena cuando aparece la sobrina del Dr. Sherman, Darla, cuyo pez mascota murió estando bajo su cuidado.
La película impulsó la carrera de Anthony Perkins, pero pronto comenzó a sufrir de encasillamiento. Cuando le preguntaron si hubiera aceptado el papel sabiendo que después quedaría encasillado, Perkins respondió sin ninguna duda que sí. Hasta su muerte en 2004, Leigh recibió llamadas, cartas e incluso grabaciones extrañas y a veces amenazantes de personas que detallaban lo que les gustaría hacerle a Marion Crane. Una de las cartas era tan «grotesca» que Leigh se la entregó al FBI. Dos agentes visitaron a la actriz para informarla de que los culpables habían sido localizados, y le aconsejaron que contactara de nuevo con el FBI si recibía más cartas de ese tipo.
Leigh dijo: «Ninguna otra película de misterio y asesinato en la historia del cine ha inspirado tanta comercialización». Existen numerosos artículos con el logotipo del Motel Bates, fotografías, imágenes promocionales de la película y pósteres de gran valor. En 1992, Innovation Comics publicó una miniserie de cómics de tres números, adaptada plano a plano de la película. En 2010, Taylor Swift protagonizó un especial televisivo que se emitió en la NBC el Día de Acción de Gracias para promocionar su álbum Speak Now. En el especial, Swift y su banda interpretaron su canción «Haunted» en la mansión Bates. La película es mencionada y una parte de la música de la escena de la ducha es utilizada en la canción de Billy Joel «We Didn't Start the Fire».

## Obras derivadas
Tras la muerte de Hitchcock en 1980, se produjeron tres secuelas de la película: Psicosis II (1983), Psicosis III (1986) y Psicosis IV: el comienzo (1990). Esta última es una precuela en forma de película para televisión, escrita por el guionista de la película original, Joseph Stefano. Anthony Perkins repitió el papel de Norman Bates en las tres secuelas y dirigió la segunda de ellas. La voz de Norma Bates fue realizada de nuevo por Virginia Gregg excepto en Psicosis IV, donde el personaje fue interpretado por Olivia Hussey. Vera Miles también volvió a interpretar a Lila Crane en Psicosis II. Las secuelas recibieron críticas variadas y fueron generalmente consideradas inferiores a la película original.
En 1998, Gus Van Sant dirigió una nueva versión en color y copiada plano a plano de la original, protagonizada por Vince Vaughn como Norman Bates, Julianne Moore como Lila Crane, Viggo Mortensen como Sam Loomis y Anne Heche como Marion Crane. Van Sant dijo que su película era «un gran proyecto experimental», y que, aunque no tuvo un buen resultado comercial ni de crítica, podría volver a hacerla añadiendo más cambios.
En 2014, el director Steven Soderbergh publicó en su blog del sitio web Extension 765 una versión titulada Psychos, que consiste en escenas intercaladas de la película original y del remake de 1998.

### Cine
- Psicosis II (1983), dirigida por Richard Franklin. No está relacionada con la novela Psycho II.
- Psycho III (1986), dirigida por Anthony Perkins.
- Psicosis (1998), dirigida por Gus Van Sant, remake plano a plano y en color de la película original de 1960.
- A Conversation with Norman (2005), remake en forma de mediometraje para conmemorar el 45.º aniversario de la película original.
- The Psycho Legacy (2010), documental que repasa el legado cinematográfico y cultural de Psicosis y sus secuelas.
- 78/52: la escena que cambió el cine (2017), documental que analiza la icónica escena de la ducha de Psicosis. Su título hace referencia a que la secuencia contiene 78 ángulos de cámara y 52 cortes diferentes.

### Televisión
- Bates Motel (1987) secuela de la película original, en forma de película para televisión, que ignora las otras secuelas.
- Psicosis IV: el comienzo (1990), película para televisión dirigida por Mick Garris.
- Bates Motel (2013-2017), serie de televisión presentada como precuela de Psicosis. Es más bien un reinicio, ya que se ambienta en el Oregón del siglo XXI en lugar de la California de los años 40-50. Está protagonizada por Freddie Highmore como un joven Norman Bates y Vera Farmiga como Norma Bates. En la temporada final, Rihanna hizo una aparición especial interpretando a Marion Crane.